# Abbaye Saint-Pierre de Baume-les-Messieurs
Pour les articles homonymes, voir Abbaye Saint-Pierre.
L'abbaye Saint-Pierre de Baume-les-Messieurs est une ancienne abbaye bénédictine située dans la région de Franche-Comté, sur le territoire de la commune de Baume-les-Messieurs, dans le département du Jura.
Les premières mentions de Baume datent du IXe siècle, au moment où se restaure un ancien monastère sous la direction de l'abbé Bernon venu de Gigny qui partira ensuite de Baume en 909-910 pour fonder la grande abbaye bourguignonne de Cluny. D'abord « Mère de Cluny », Baume en deviendra, non sans conflits, la fille au XIIe siècle.
Appelée « Baume-les-Moines » jusqu'au XVIIIe siècle et dédiée à saint Pierre, l'institution sera longtemps prospère et constituera l'une des plus importantes abbayes de Franche-Comté avant de tomber en commende au XVIe siècle et de décliner en se sécularisant au XVIIIe siècle puis de disparaître à la Révolution. Les bâtiments conservés (église, résidence de l'abbé, maisons coloniales, cours avec fontaine…) datent de différentes périodes et témoignent d'une implantation monastique marquante dans un site typiquement jurassien de reculée.

## Situation géographique

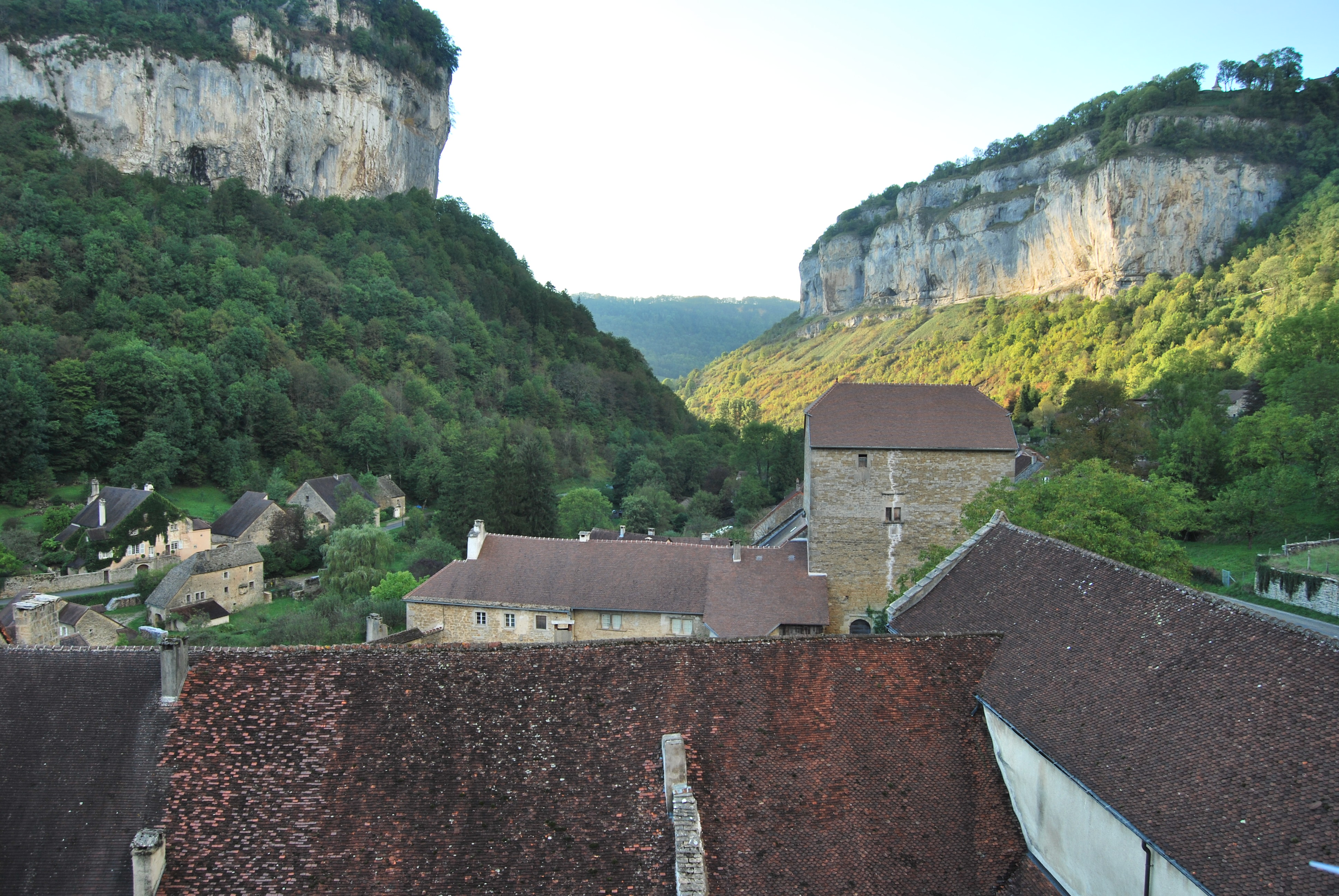
Les bâtiments de l'abbaye entre les falaises de la reculée de la Seille.

L'abbaye de Baume-les-Messieurs est située à l'extrémité d'une étroite vallée glaciaire creusée dans le premier plateau jurassien, au confluent de ruisseaux nés dans les alvéoles de la reculée : le Dard (qui naît aux Grottes de Baume) et la Seille dont la vallée conduit à Voiteur, non loin de Lons-le-Saunier : la rivière navigable sur une partie de son cours rejoint ensuite la Saône au sud de Tournus, à une trentaine de kilomètres de Cluny dont la congrégation a eu fortement partie liée avec l'abbaye jurassienne. L'abbaye, isolée au commencement, est depuis longtemps jouxtée par le village de Baume-les-Messieurs.

## Historique

### Les origines
Les traditions attribuent la fondation de Baume soit à saint Lothain, l'un des Pères du Jura, ou à saint Colomban. Toutefois ces attributions sont erronées, la première attribution à saint Colomban nous vient de Pierre le Vénérable, abbé de Cluny au XIIe siècle. Cette attribution semble une invention tardive de Cluny, afin de donner des origines prestigieuses à Baume, qui est elle-même à l'origine de la fondation de Cluny de par son premier abbé : Bernon. Enfin l'attribution à saint Lothain ne remonte qu'au XIXe siècle et ne repose que sur le contexte géographique.
Toutefois les recherches archéologiques menées dans le chœur de l'église abbatiale, ont mis au jour des vestiges de l'abbaye remontant à la période mérovingienne, mais il faut attendre 869 pour avoir la première mention, attestée, de Baume comme étant une « cella » (dépendance rurale monastique de l'abbaye féminine voisine de Château-Chalon) qui est confiée en 890 par le roi de Provence Louis III l'Aveugle à l'abbaye de Château-Chalon.

### Le Moyen Âge

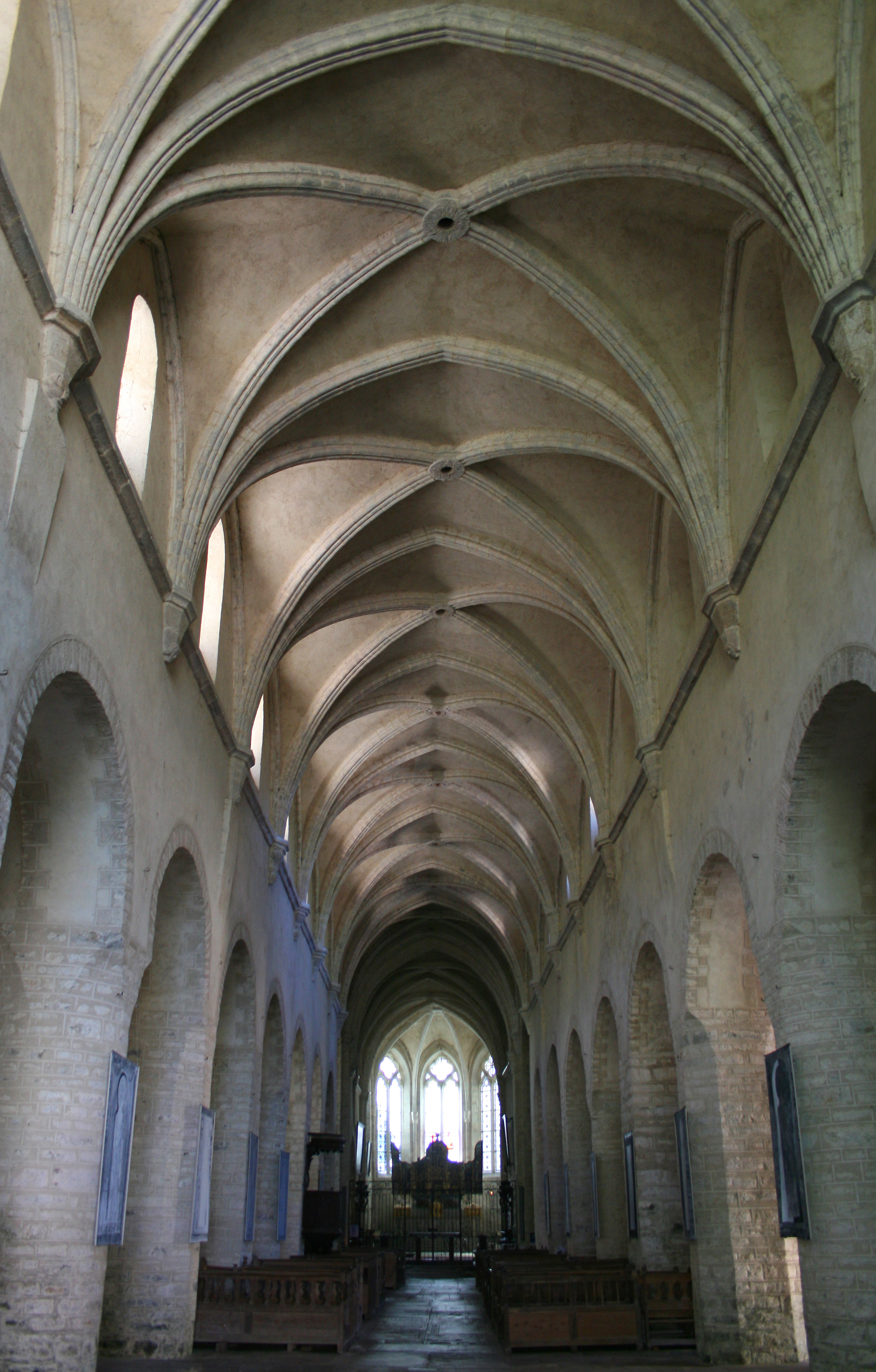
Nef de l'église Saint-Pierre.

L'abbé Bernon fonde vers 890 l'abbaye de Gigny dont la communauté est destinée à restaurer l'observance définie par la règle de saint Benoît de Nursie, dite Règle bénédictine. Lorsque le duc d'Aquitaine Guillaume le Pieux fait appel à lui pour créer l'abbaye de Cluny en 909 ou 910, l'abbé quitte Baume avec quelques moines. Pour valoriser le rôle de Baume jusque là subordonnée à Gigny, la tradition précisera par la suite que Bernon avait pris six moines dans chacun de ces deux monastères, ce qui fait de Baume, avec Gigny, la « mère » de la grande abbaye bourguignonne et le berceau de l'ordre clunisien. Contrairement à Gigny qui se rattache à « sa fille » dès 1076, Baume restera farouchement attachée à son indépendance.

Le développement de l'abbaye de Baume-les-Messieurs est ensuite mal connu mais son importance est déjà grande à la fin du XIe siècle alors que l'église abbatiale (qui sera remaniée par la suite) est érigée sous les abbatiats de Bernard Ier (1067-1083) et Alberich (1104-1139). Au XIIe Baume, protégée par les comtes de Bourgogne, contrôle huit prieurés et soixante-cinq églises, surtout dans le sud-ouest du diocèse de Besançon mais aussi à Dole, Quingey et Besançon. Riche entre autres de possessions de vignes sur les coteaux du Jura, d'exploitations de sel à Lons-le-Saunier ou encore de moulins sur les rivières comme la Seille, l'abbaye reste prospère jusqu'au XVe siècle malgré des conflits avec l'ordre clunisien. Baume-les-Moines (c'est son nom jusqu'au XVIIIe siècle) doit faire soumission à Cluny, elle est même réduite au rang de prieuré de Cluny en 1147 par le pape Eugène III. L'empereur Frédéric Barberousse accepte cette soumission en 1153 mais obtient plus tard le rétablissement de son rang d'abbaye et Baume portera de 1157 à 1186 le titre d'« abbaye impériale ». Après les conflits d'autorité religieuse, la papauté réitère en 1189-1191 la soumission de Baume à Cluny en accordant quelques points de satisfaction à l'abbaye comme son rang éminent dans l'ordre clunisien ou une certaine liberté dans le choix de ses abbés et la confirmation en 1202-1204 du titre d'abbaye: L'abbaye toujours à la recherche d'une plus grande autonomie aura aussi par la suite des différends avec l'archevêque du diocèse de Besançon. Elle devient cependant l'une des plus importantes abbayes de Franche-Comté du XIIe au XVIe siècle.
Ruinée et incendiée en 1336 lors de la guerre des barons comtois contre Eudes IV de Bourgogne, l'abbaye est relevée et transformée par deux grands abbés Amé de Chalon  (1389-1431) et  Henri de Salins (1440-1450) qui conduisent d'importants travaux.

### Des moines aux chanoines

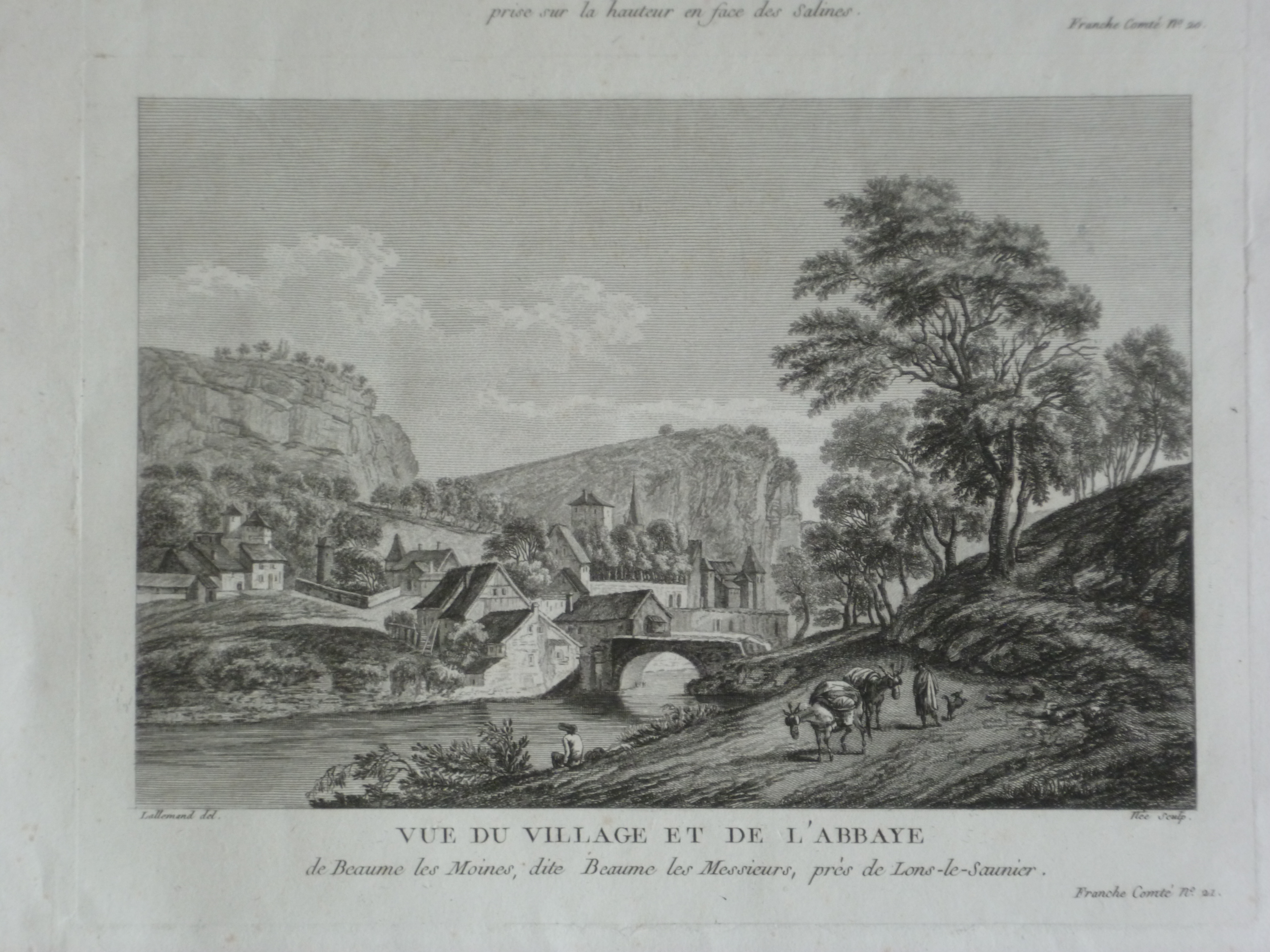
Baume-les-Messieurs en 1787.

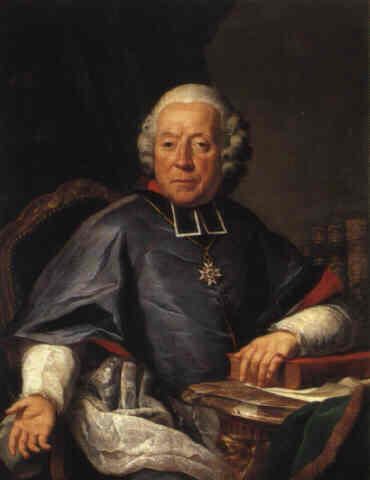
Portrait de Pierre-Louis-Bonaventure de Montrichard en tenus de chanoine de Baume par Johann Melchior Wyrsch(1778).

Avec la fin de la période médiévale, le fonctionnement de l'abbaye évolue notablement. Dans un premier lieu, l'abbaye tombe en commende au XVe siècle. Mais c'est surtout au XVIIe siècle, à la suite de la Guerre de Dix ans (épisode comtois de la Guerre de Trente ans) qu'un important chamboulement est apporté à la vie monastique. Certainement à la suite des dégâts causés par la guerre, plusieurs bâtiments communautaires de l'abbaye sont abandonnées, conduisant les religieux à vivre en indépendance dans des maisons individuelles. Parallèlement, l'abbaye devient aristocratique, 16 quartiers de noblesse sont exigés pour y être admis. Mais il faut attendre la sécularisation, par une bulle papale de 1759, pour officialiser la situation. Ainsi les moines, qui avaient jusque-là respecté la règle de saint Benoit, deviennent des chanoines, qui vivent en séculier (vie dans le siècle en opposition à régulier, suivant une règle monastique). 

Cette évolution se répercute sur le toponymie du village, Baume-les-Moines devient alors Baume-les-Messieurs (En 1763 Jean-Joseph Expilly la nomme encore « Baume-les-Moines »).
Les revenus de l'abbaye sont encore en place dans la deuxième moitié du XVIIIe s. comme la dîme dont se plaignent les habitants de Velesme (aujourd'hui Velesmes-Essarts près de Quingey, dans le département du Doubs) dans les Cahiers de doléance en 1789 « nous sommes les seuls qui payons aux abbés de Baume une dîme d’une gerbe et demie par journal de grains dont nos terres sont emplantées ».

### La Révolution et ses conséquences
Le chapitre de Baume est supprimé à la Révolution, les maisons canoniales, devenues Biens Nationaux, ont été vendues, en 1793, à des personnes privées, essentiellement des habitants du village, alors que la collégiale Saint-Pierre devient une église paroissiale. À la suite de ces bouleversements, plusieurs transformations ont été apportées aux différents bâtiments, les plus notables sont la disparition du cloître (démoli en 1806 et vers 1860) et la démolition partielle de l'escalier monumental du logis abbatial (seul le palier subsiste).
L'église Saint-Pierre fait l'objet d'un classement au titre des monuments historiques par la liste de 1862. Certains autres bâtiments bénéficient de protections aux monuments historiques : Le logis abbatial bénéficie d'un classement depuis le 26 septembre 1929, les façades et toitures des bâtiments de l'ancienne abbaye d'une inscription depuis le 8 mars 1933, l'étage supérieur et le rez-de-chaussée des bâtiments de l'ancienne abbaye d'une inscription depuis le 2 août 1933 et l'abbaye en totalité d'une inscription par arrêté du 28 avril 2023.

### L'abbaye aujourd'hui
L'essentiel de l'abbaye constitue un parc locatif privé, la commune de Baume-les-Messieurs possédant l'essentiel du patrimoine visitable depuis que le conseil départemental du Jura lui a vendu ses tènements (le logis abbatial, la tour de justice, le dortoir et la chapelle) en 2016.
Bénéficiant de l'attractivité touristique de la reculée de Baume-les-Messieurs, l'abbaye enregistre 17 000 visites payantes en 2015.

## Les bâtiments

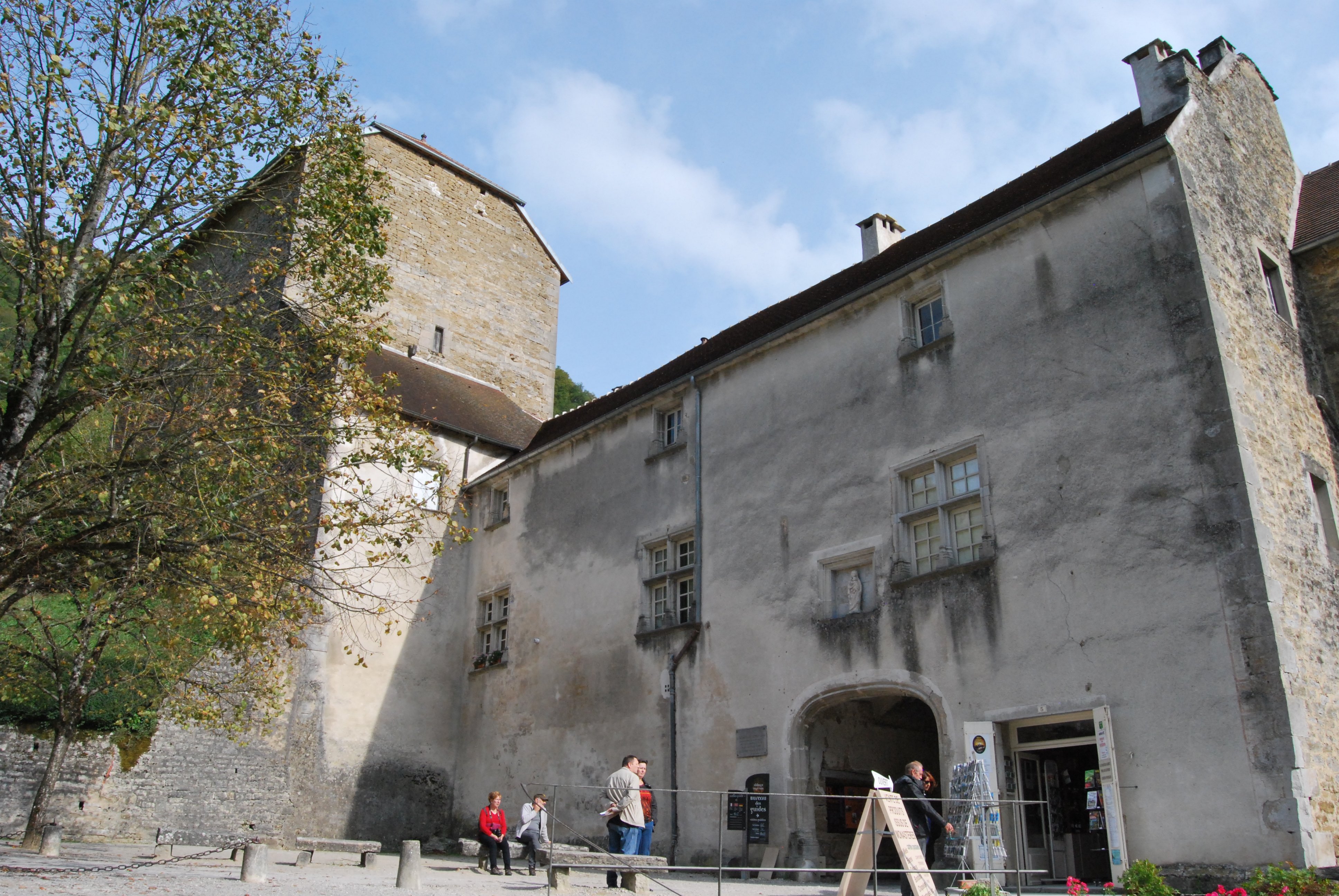
L'enceinte fortifiée construite au XIVe siècle pendant la guerre de Cent Ans, intègre le donjon qui symbolise le pouvoir seigneurial de l'abbé, puis au XVIe siècle la porterie avec sa porte charretière et l'hôtellerie à l'étage qui accueillait les pauvres, les pèlerins et les voyageurs.

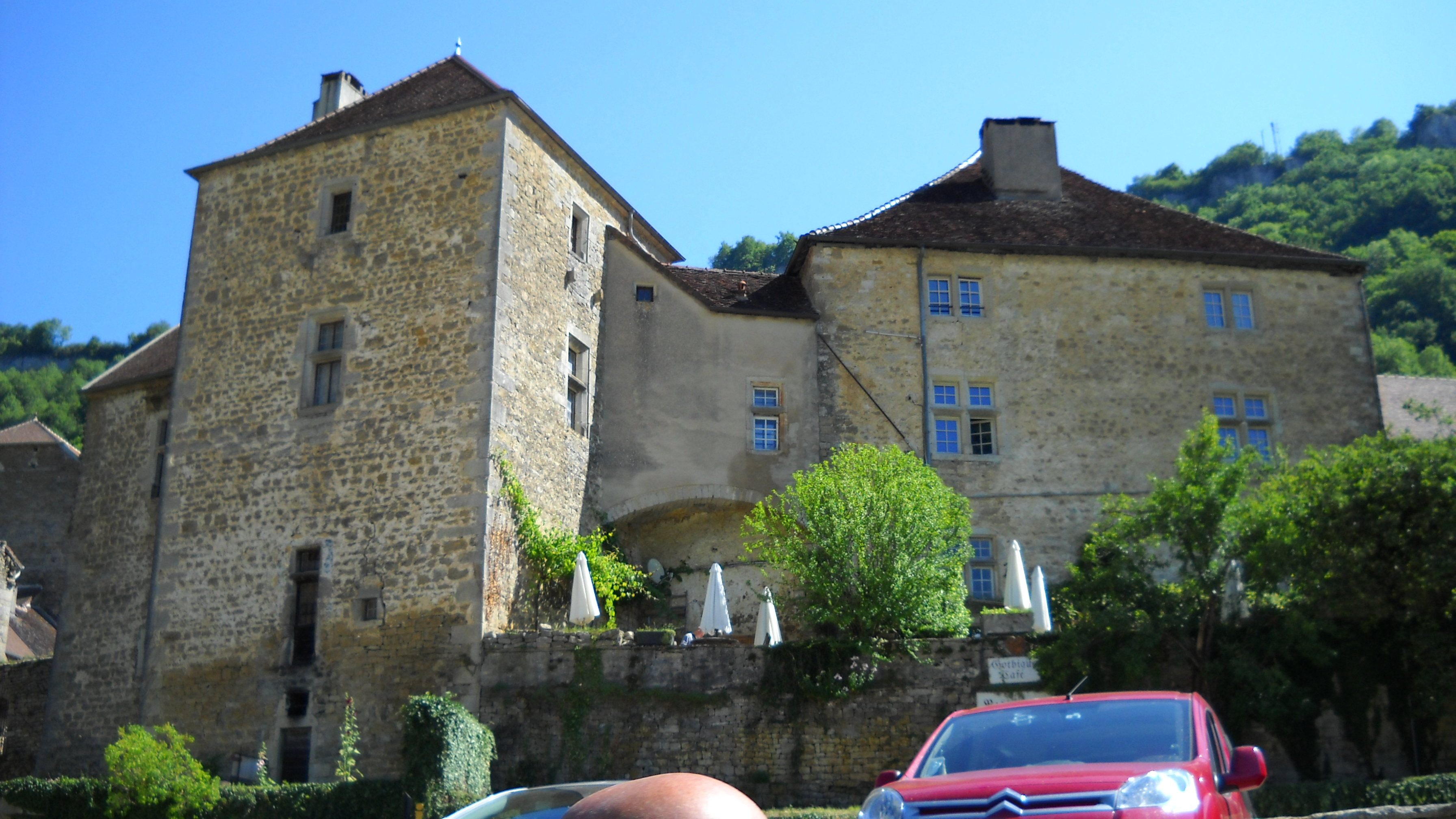
La Tour de Justice (avec une cave au sous-sol servant de prison, à gauche de la photo) rappelle le pouvoir temporel de l’abbé de Baume-les-Messieurs qui exerçait une justice seigneuriale.

Les bâtiments ont été plusieurs fois modifiés à la suite de dévastations ou d'incendies.
L'abbaye se développe autour de trois cours. L'ensemble a été vendu comme Bien national à la Révolution en 1793 et classé monument historique en 1849. Le conseil départemental du Jura est aujourd'hui propriétaire d'une partie des bâtiments.

### L'église
L'église est du XIe siècle, de style roman avec une grande nef (45 m de long et près de 14 m de haut). Plusieurs modifications furent apportées durant la période gothique (portail, voûte et chœur).

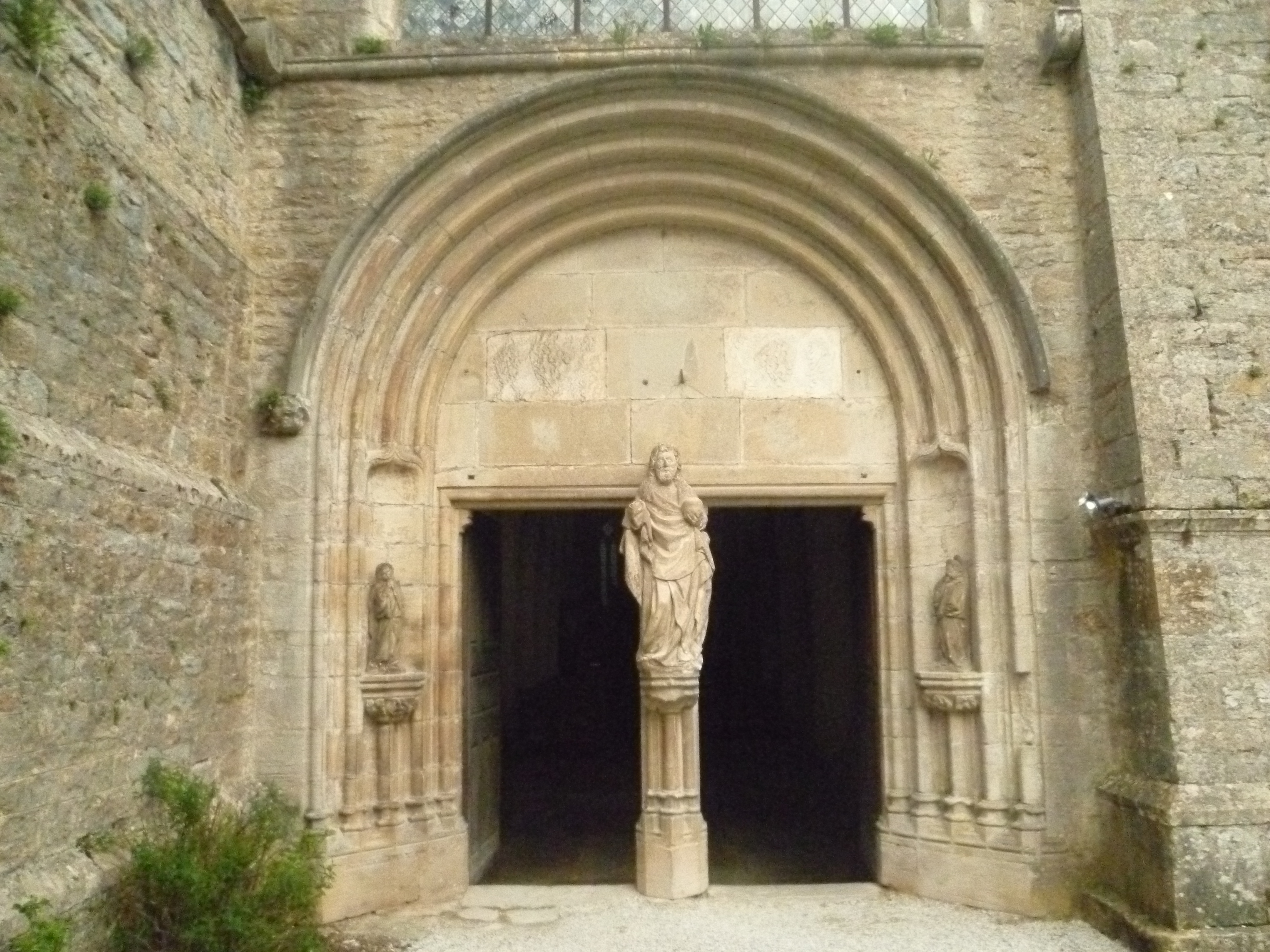
Portail décoré de trois sculptures : saint Pierre bénissant le monde avec sa main droite[17], accompagné de deux anges musiciens (XVe siècle).
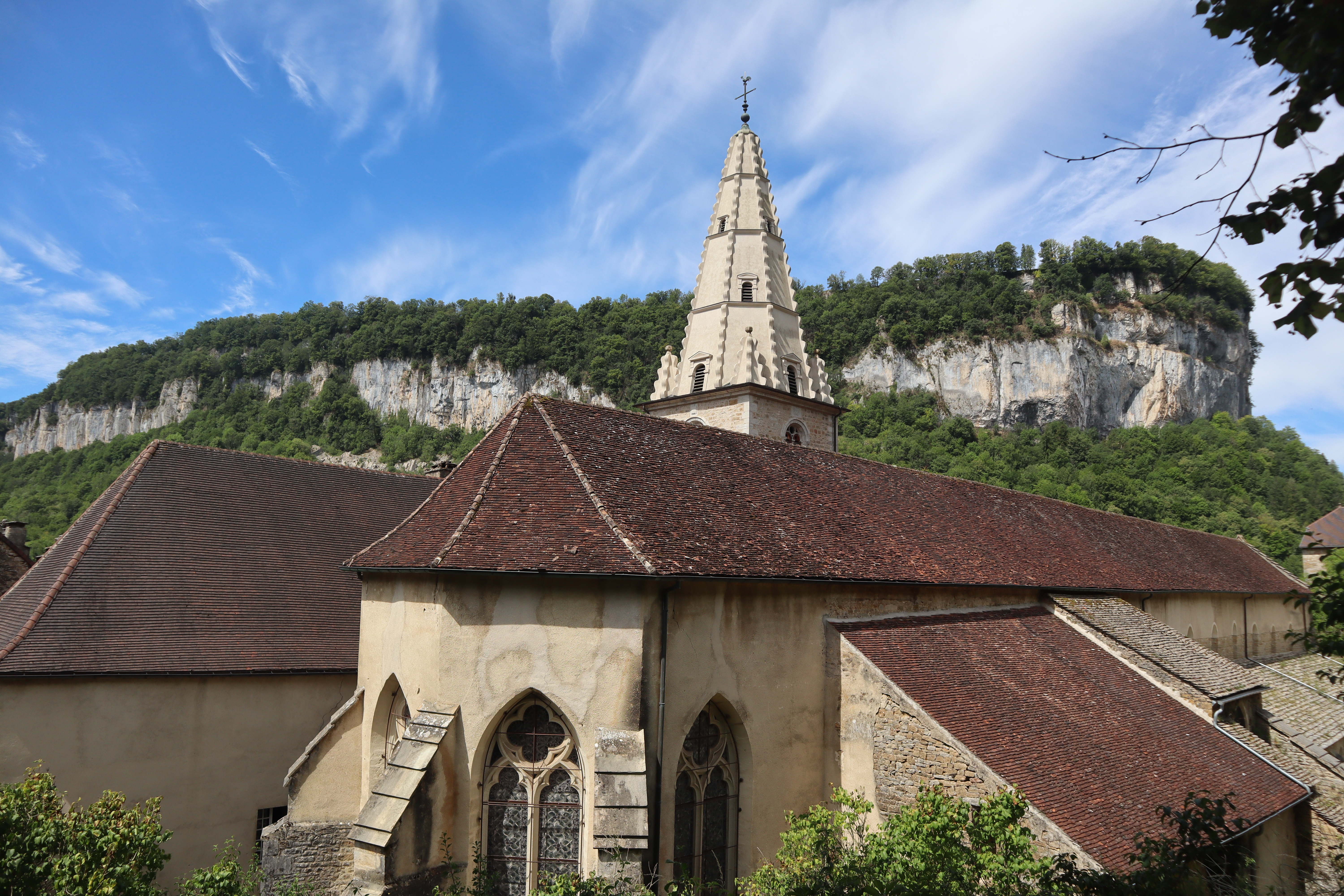
Chevet et flèche hexagonale du clocher (symbole du pouvoir spirituel), montée en tuf et garnie de crosses en pierre sur ses arêtes.

### La cour abbatiale

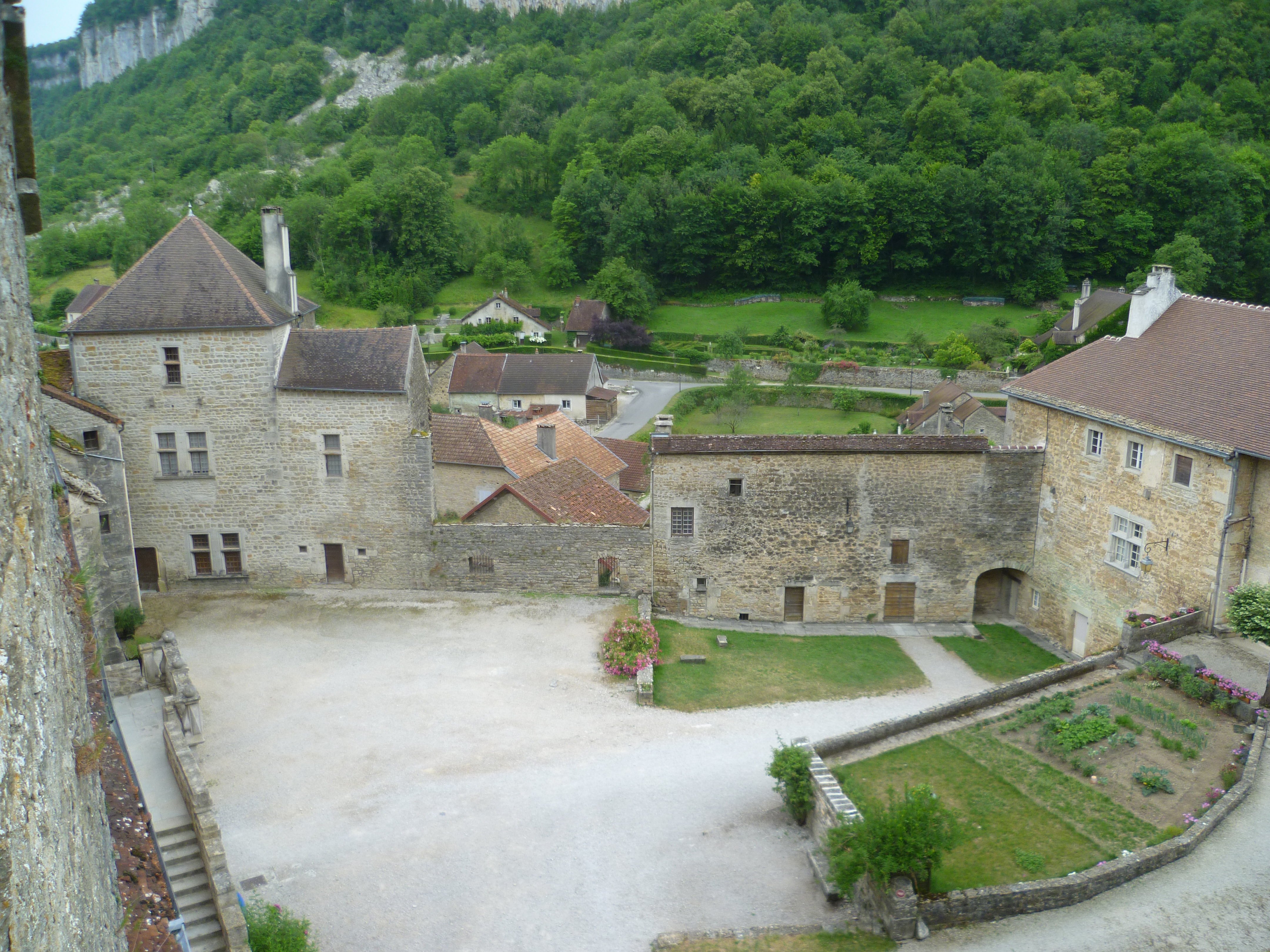
Cour abbatiale.

La première cour est entourée de bâtiments, dont les façades datent du XVIe siècle, exception faite de l'église (XVe siècle) et du donjon (XIIIe siècle).
La façade qui borde l'entrée de l'église abrite à l'étage le logis abbatial (résidence de l'abbé et où a vécu l'artiste Josette Coras). L'accès à ces appartements se faisait par un escalier symétrique du XVIIe siècle, qui fut grandement endommagé à la Révolution.
Au rez-de-chaussée de ces bâtiments se trouvent plusieurs salles, dont l'une voûtée du XIIIe siècle, certainement un ancien cellier qui abrite aujourd'hui un restaurant.
La cour est bordée par d'autres bâtiments du XVIe siècle, la tour de justice et l’hôtellerie.

### La cour du cloître

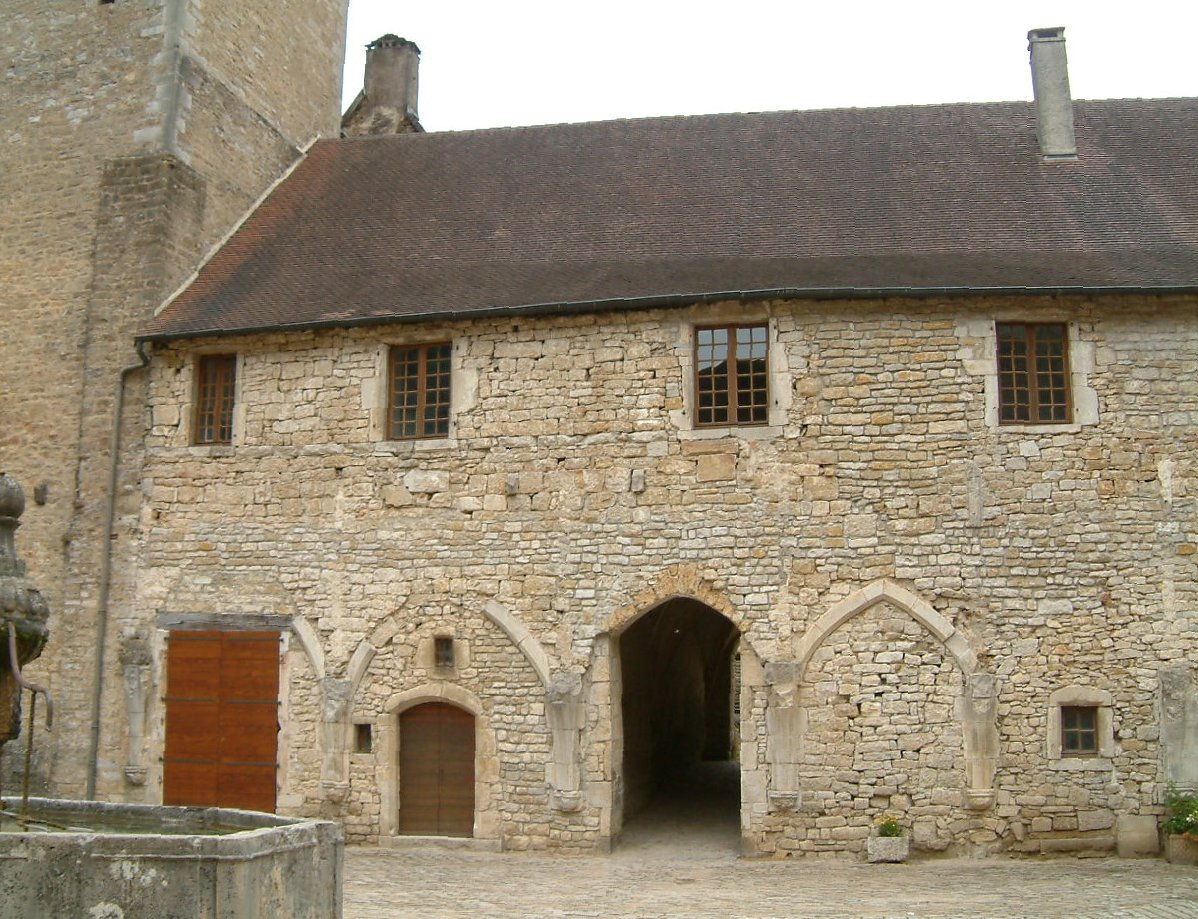
Cour du cloître : Bâtiment abritant la salle capitulaire et le dortoir.

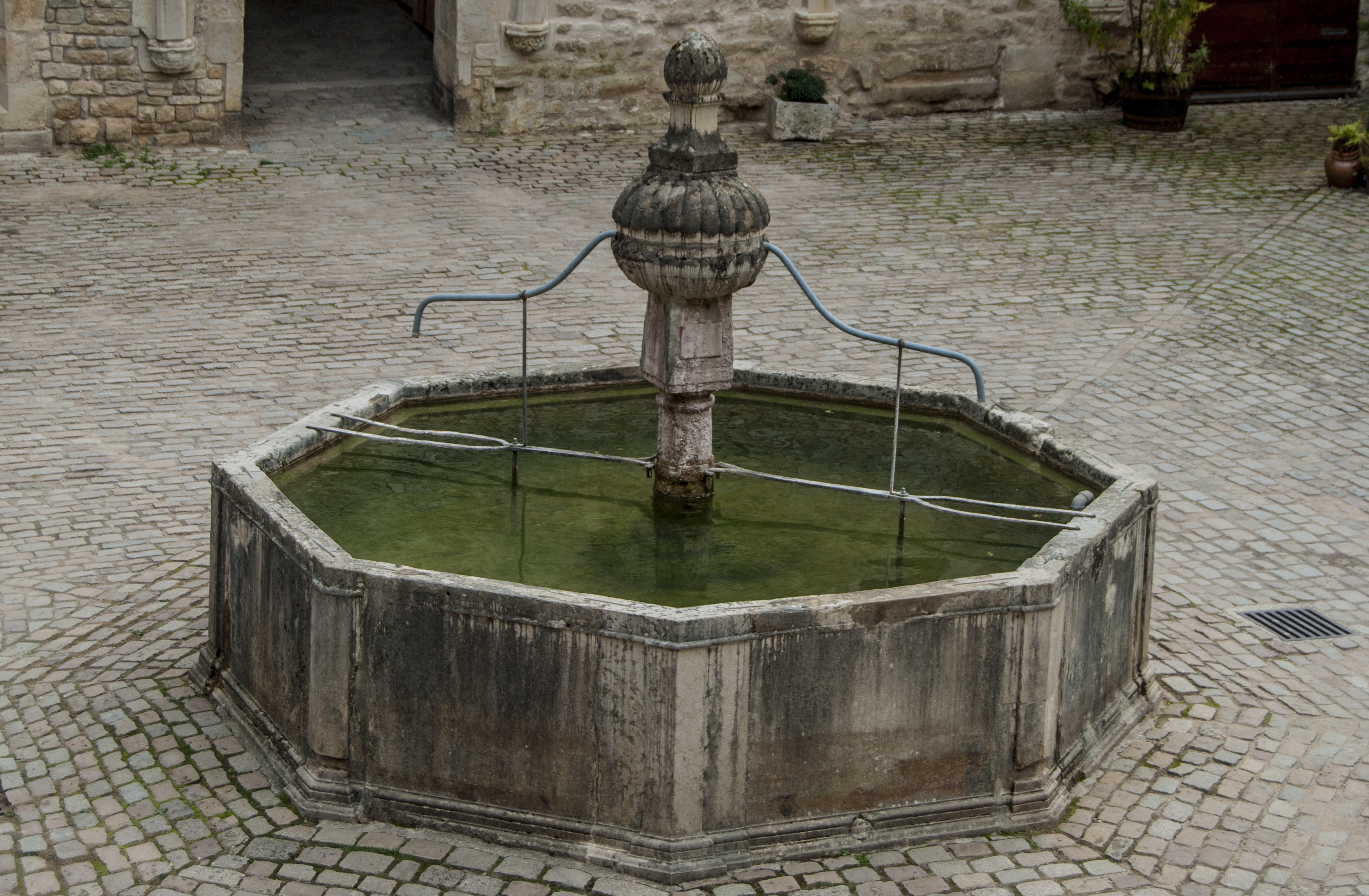
Fontaine de la cour du cloître.

Le cloître était placé dans une seconde cour, mais fut détruit au XIXe siècle. Des parties de
certains piliers et arcs de la galerie du cloître sont toujours visibles sur les façades de la cour. La fontaine du cloître du XVIe siècle, orne toujours le centre de la cour.

Le cloître distribuait plusieurs salles qui l'entouraient. Au nord l'église, dont l'accès se fait par deux portes, à l'est la salle capitulaire du XIIIe siècle, dont les trois travées furent cloisonnées. L'une d'elles est actuellement le passage vers la troisième cour. À l'étage se situait le dortoir.

Au sud était placé le réfectoire qui fut séparé en plusieurs logement à partir du XVIIe siècle. Enfin à l'est se situe un autre cellier.

### La cour des chanoines

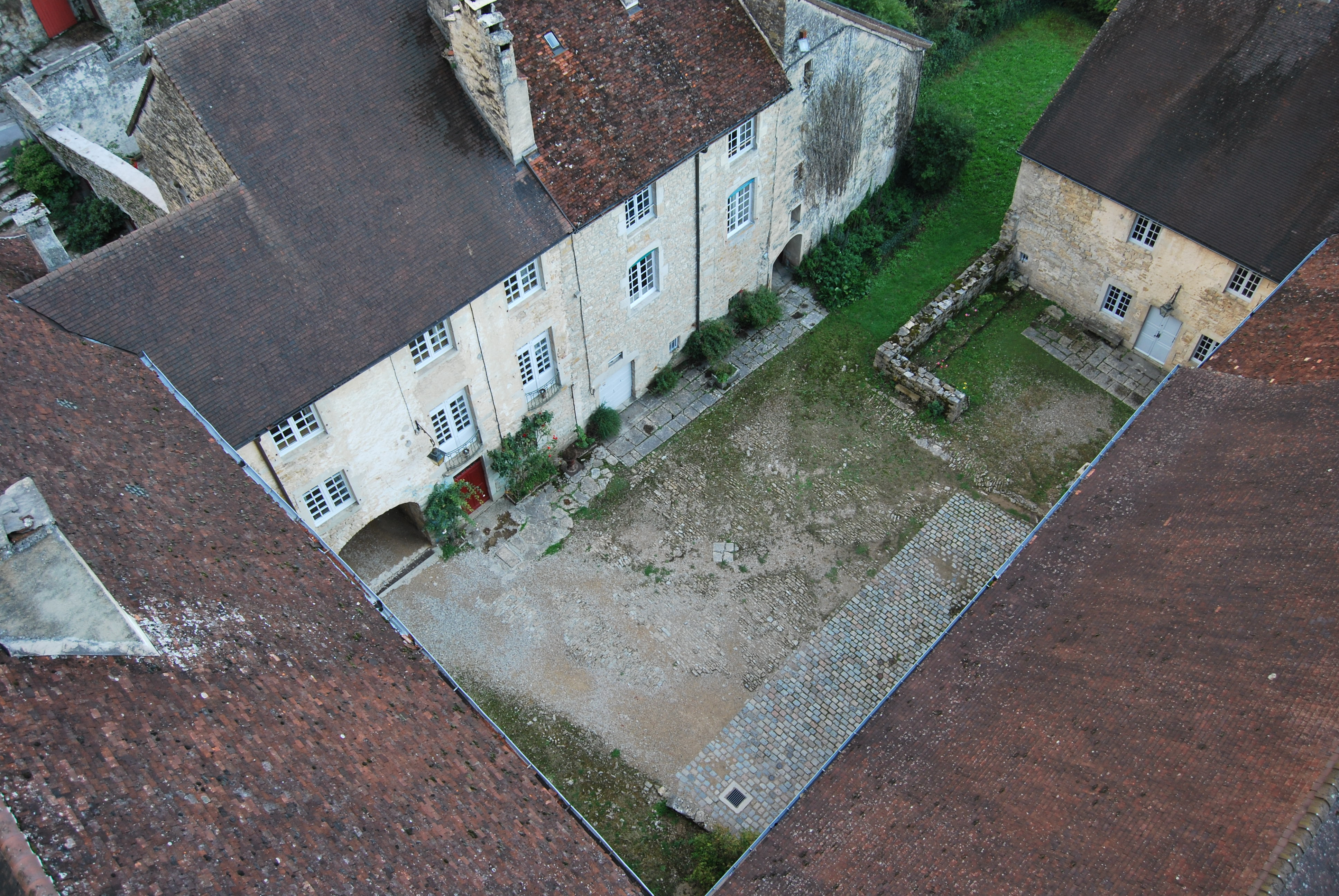
Vue générale de la cour dite des chanoines.

Une dernière cour est entourée des appartements canoniaux, datant du XVIIIe siècle, période durant laquelle l'abbaye a été sécularisée (ce sont alors des chanoines qui desserrent l'église devenue collégiale et non plus des moines) .

## Mobiliers
L'abbaye de Baume-les-Messieurs abrite un mobilier riche, essentiellement conservé dans l'église.

### Statuaire
L'église contient un ensemble de statuaire bourguignonne du XVe siècle. Elles sont principalement le fruit du mécénat de l'abbé Aimé de Chalon (1389-1432). Ces sculptures proviennent de trois origines, soit du tombeau de l'abbé (saint Michel psychopompe), ou de l'autel majeur (statue de saint Jean) ou du jubé (Vierge Marie et Marie Madeleine).
Certaines de ses sculptures, notamment le Saint Michel, sont attribuées au grand sculpteur bourguignon Claus de Werve.
Le portail de l'église abrite une autre sculpture bourguignonne représentant Dieu (le père ou le fils), il a été commandité par l'abbé Henri de Salin (1440-1450). Cette sculpture était à l'origine encadrée de deux autres sculptures représentant saint Paul et saint Pierre (saints patrons de l'ordre clunisien). Ces deux sculptures sont aujourd'hui conservées dans l'église de Granges-sur-Baume.
Un enfeu du transept du XVIe siècle conserve une mise au tombeau de la même période mais qui a été malheureusement endommagée à la Révolution.

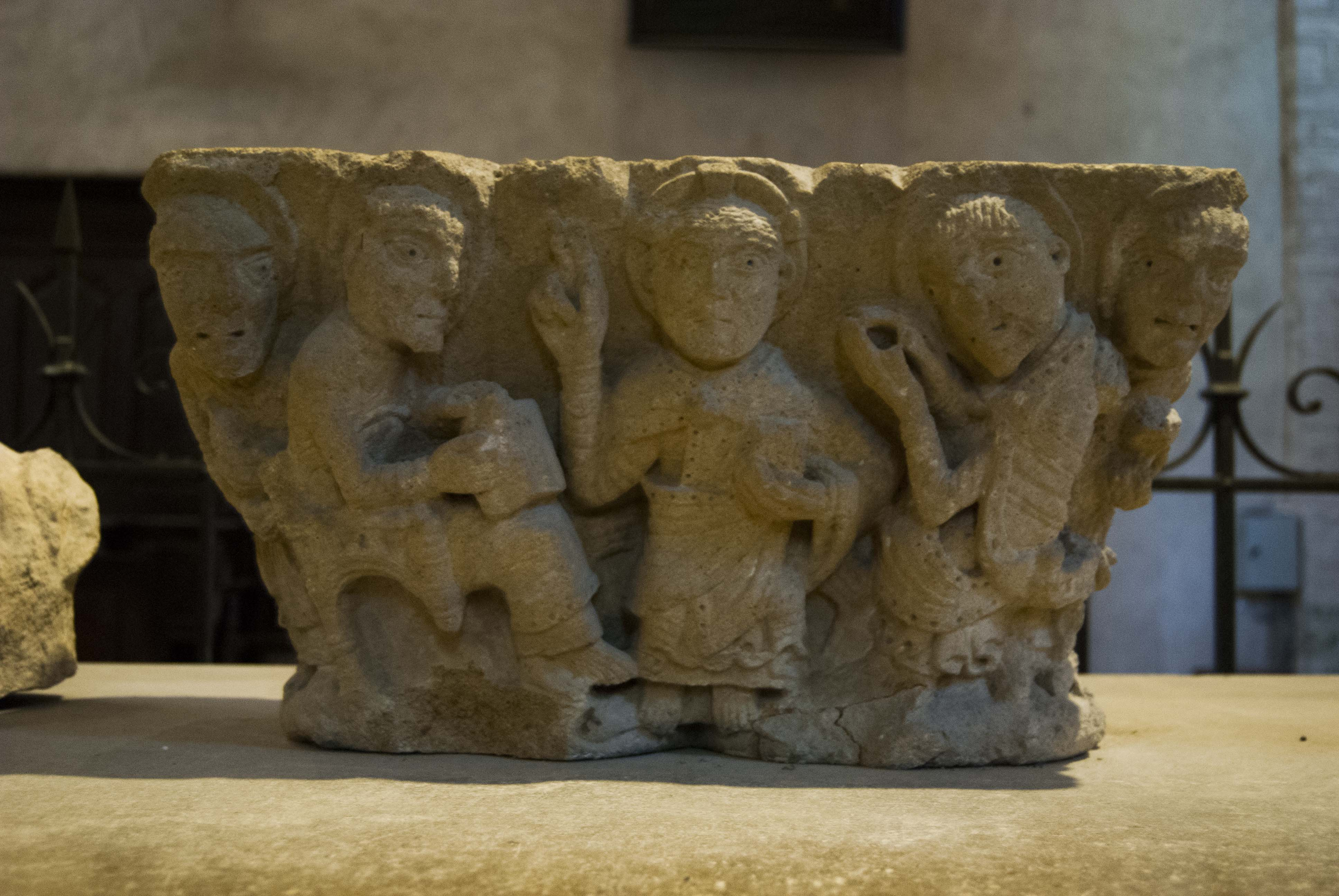
Chapiteau double roman (XIIe siècle).
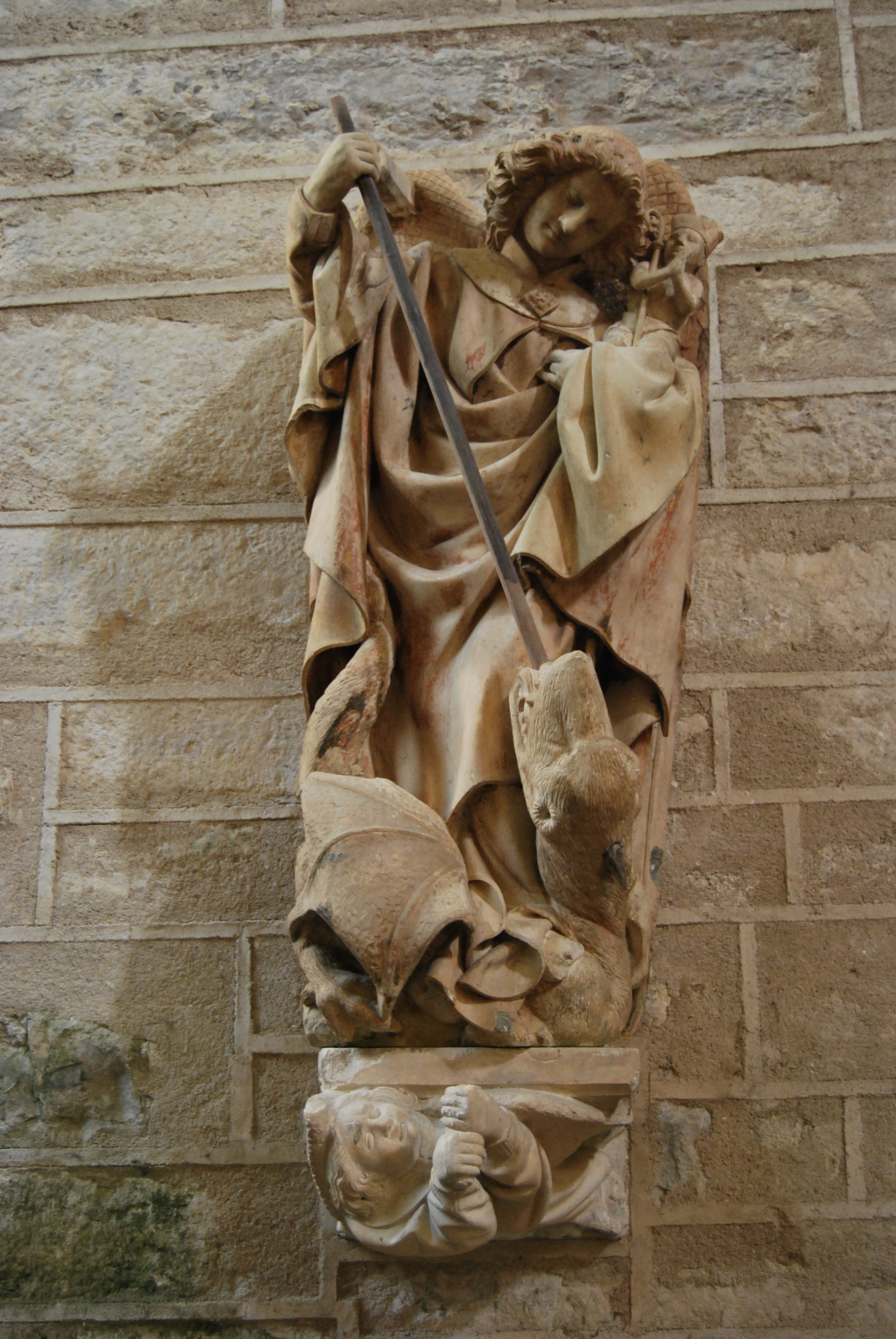
Saint Michel attribué à Claus de Werve (XVe siècle).
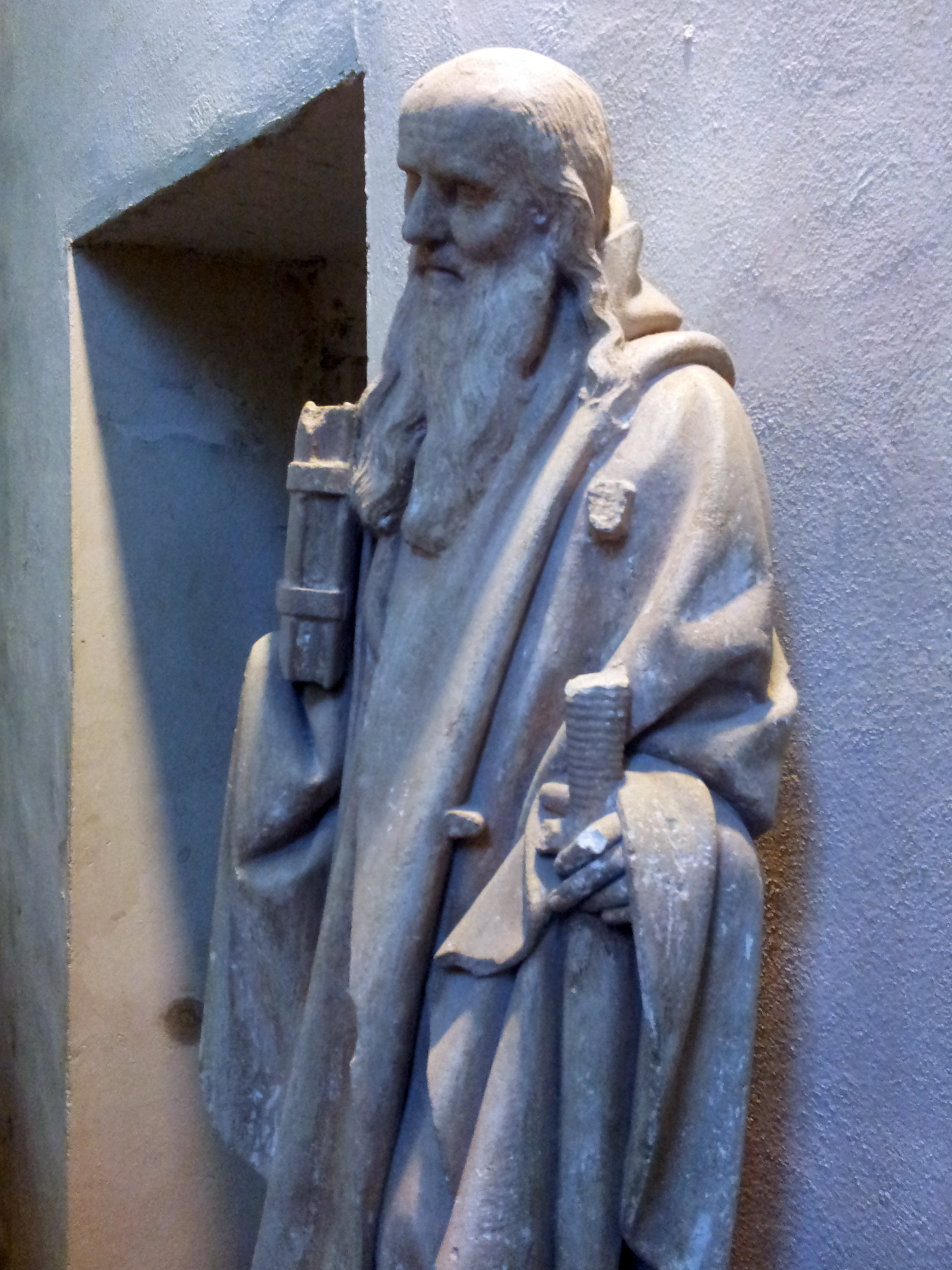
Saint Paul entourage de Claus de Werve (XVe siècle).
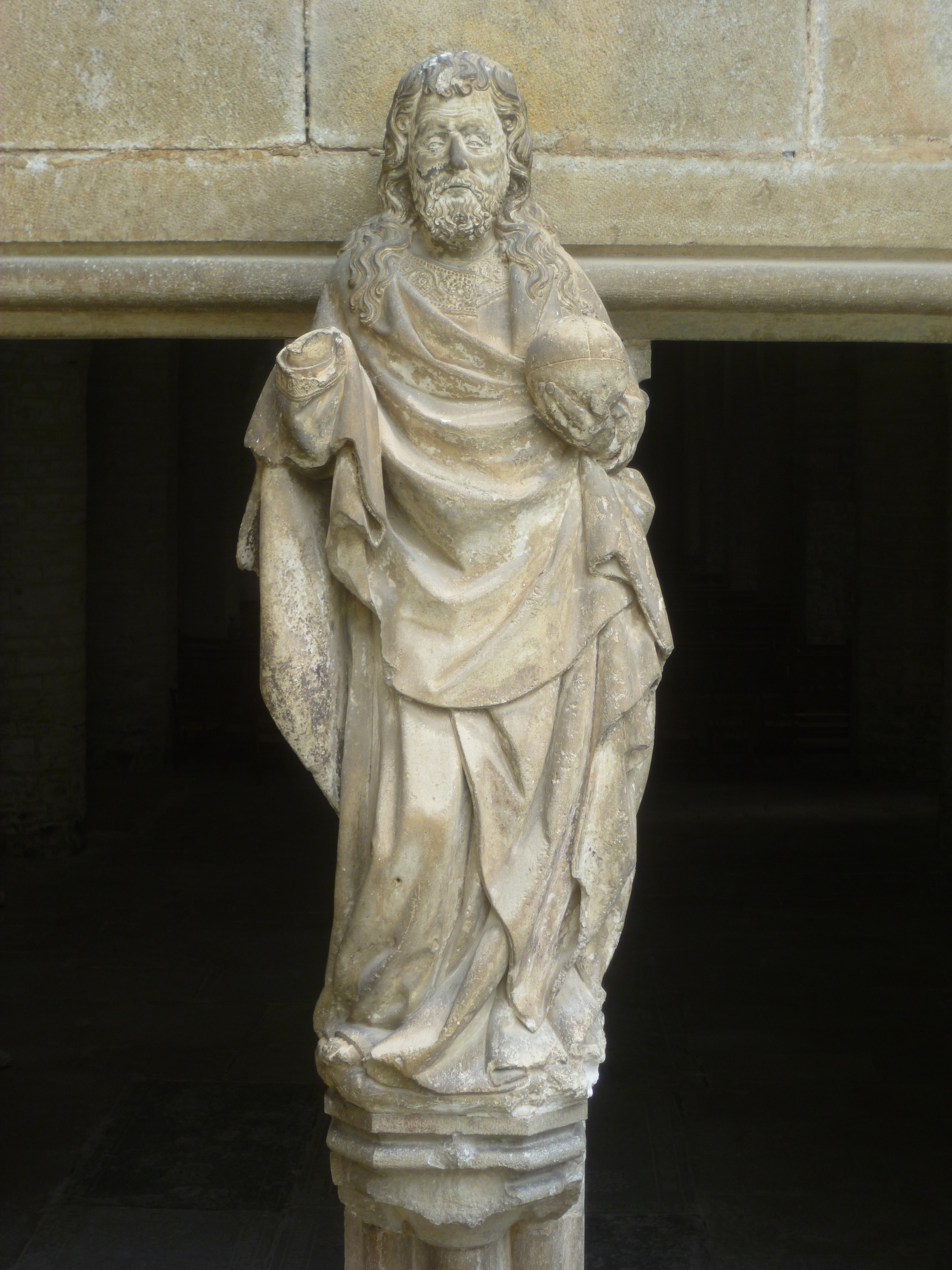
Dieu sur le portail principal (XVe siècle).
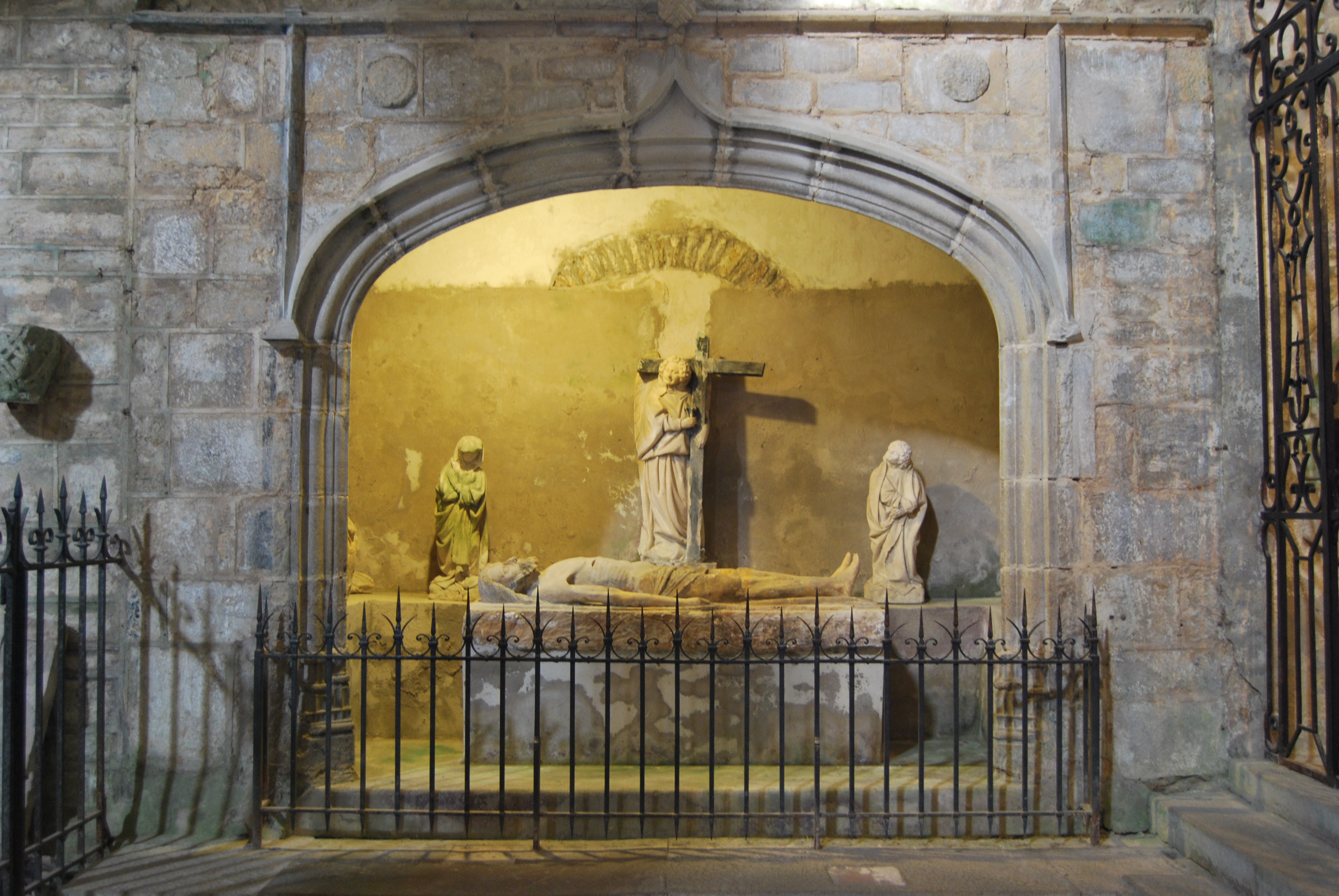
Mise au Tombeau (XVIe siècle).

### Le retable
L'église abbatiale conserve plusieurs œuvres dont le célèbre retable de Baume, triptyque flamand du XVIe siècle, conservé dans le chœur. Il est de grandes dimensions (4 m de haut sur 5,4 m de large). Il représente en 25 panneaux de bois taillés, peints et dorés la vie du Christ.

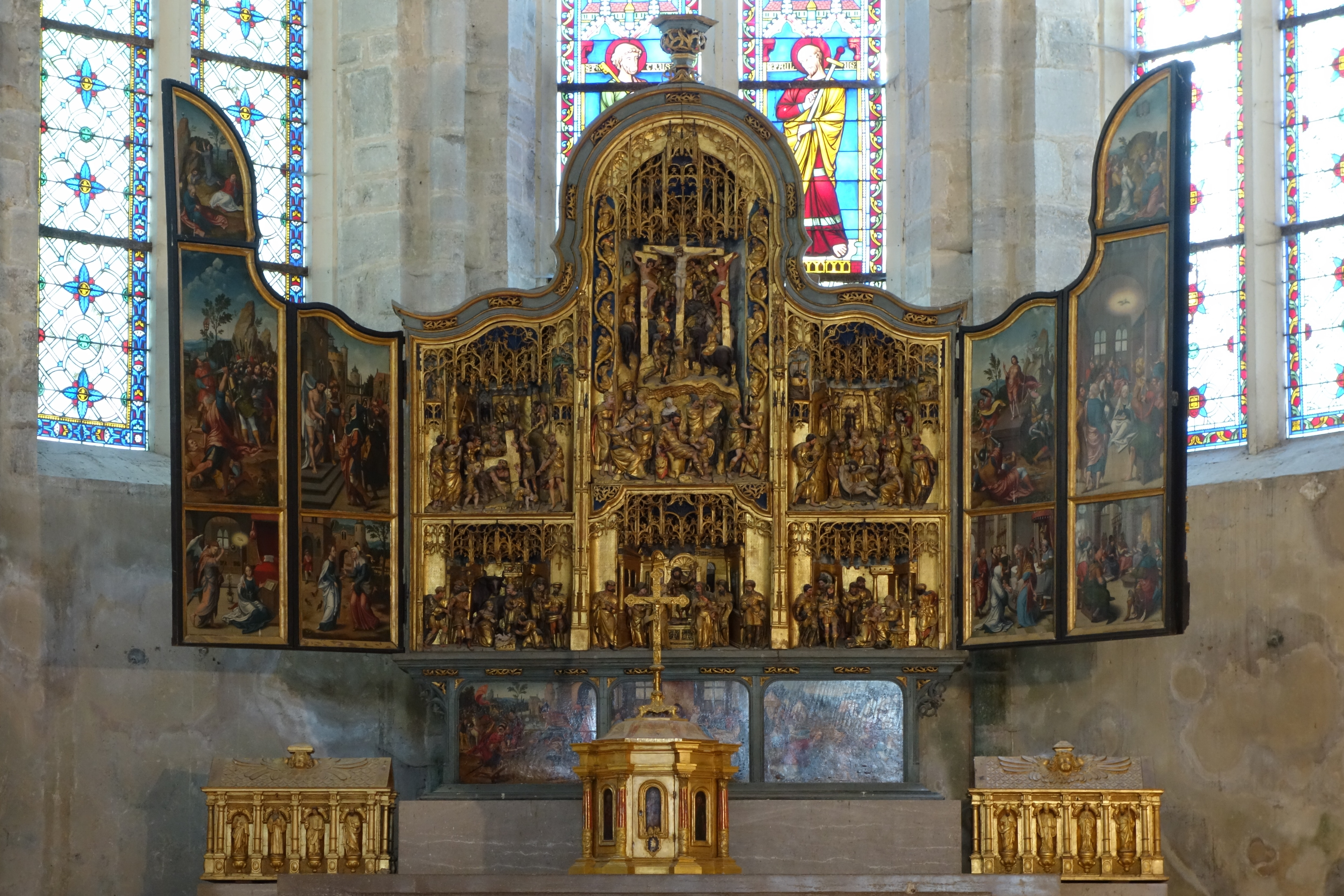
Vue du retable de Baume.
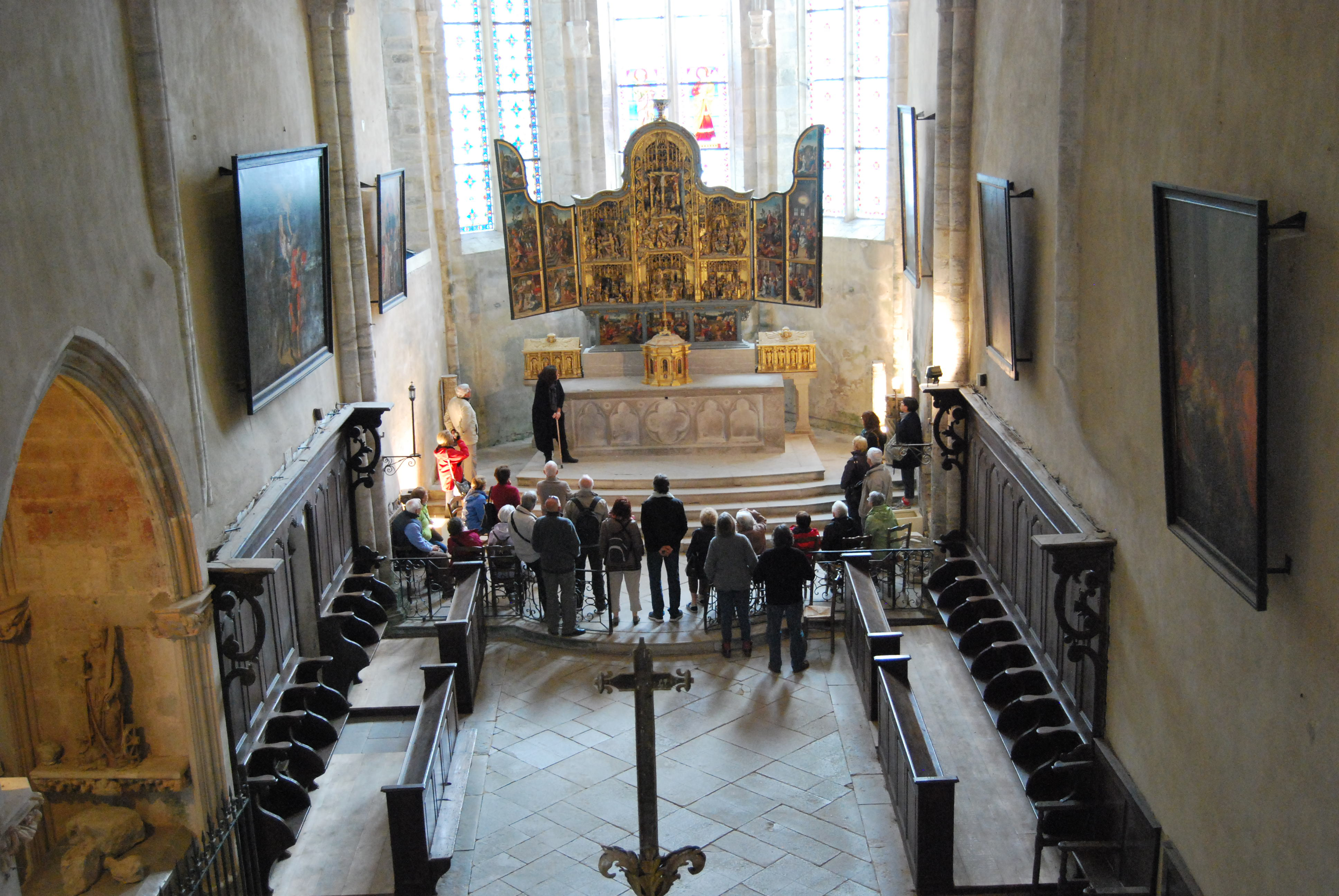
Vue générale du chœur lors d'une visite guidée devant le retable.

### Tableaux
Plusieurs tableaux des XVIIe et XVIIIe siècles sont exposés dans le chœur, ils proviennent des anciennes chapelles de l'abbatiale, tel que la chapelle du Rosaire dans l'actuelle sacristie; ou des Mages dans la chapelle symétrique (salle des tissus).

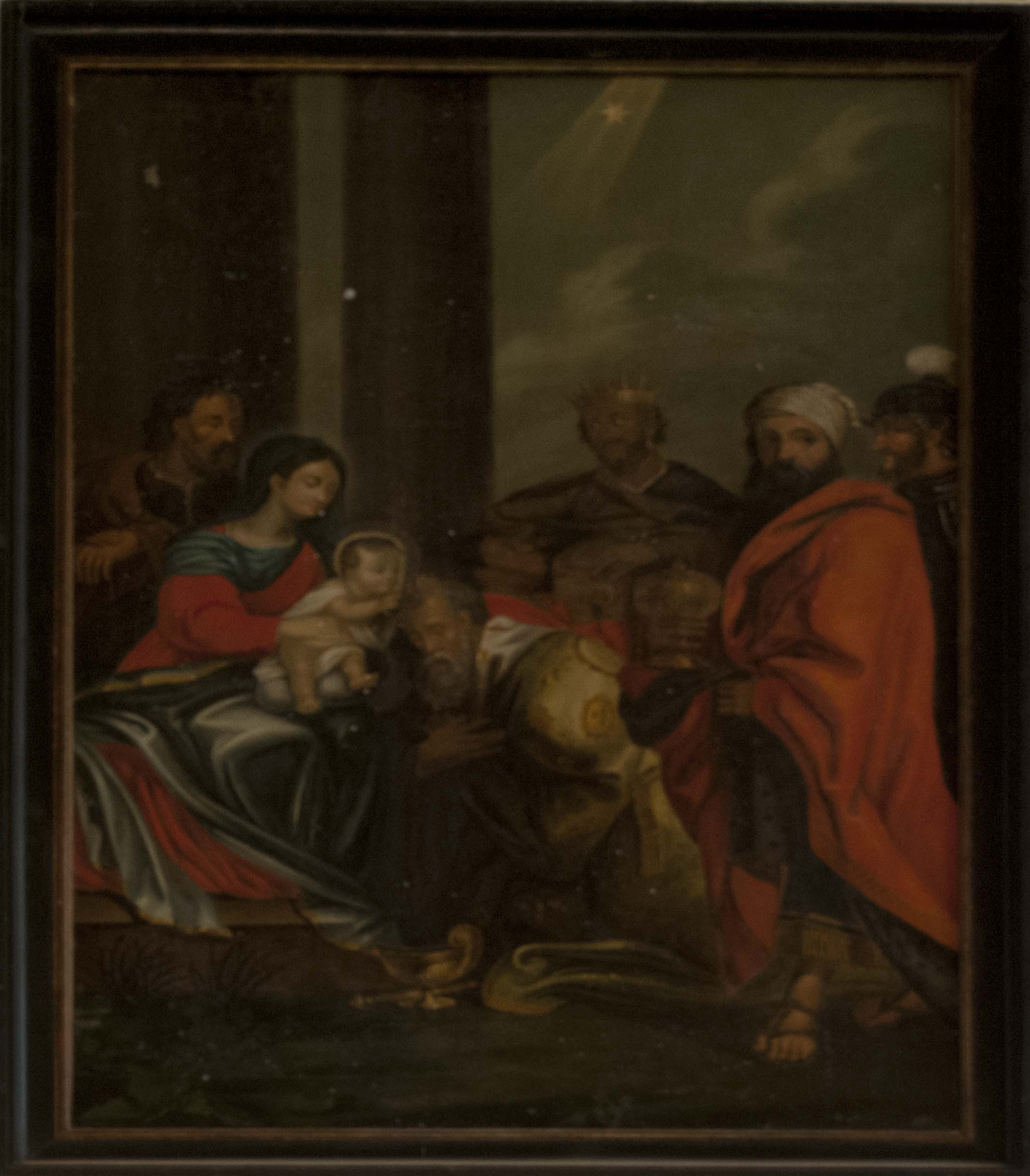
Adoration des Mages.
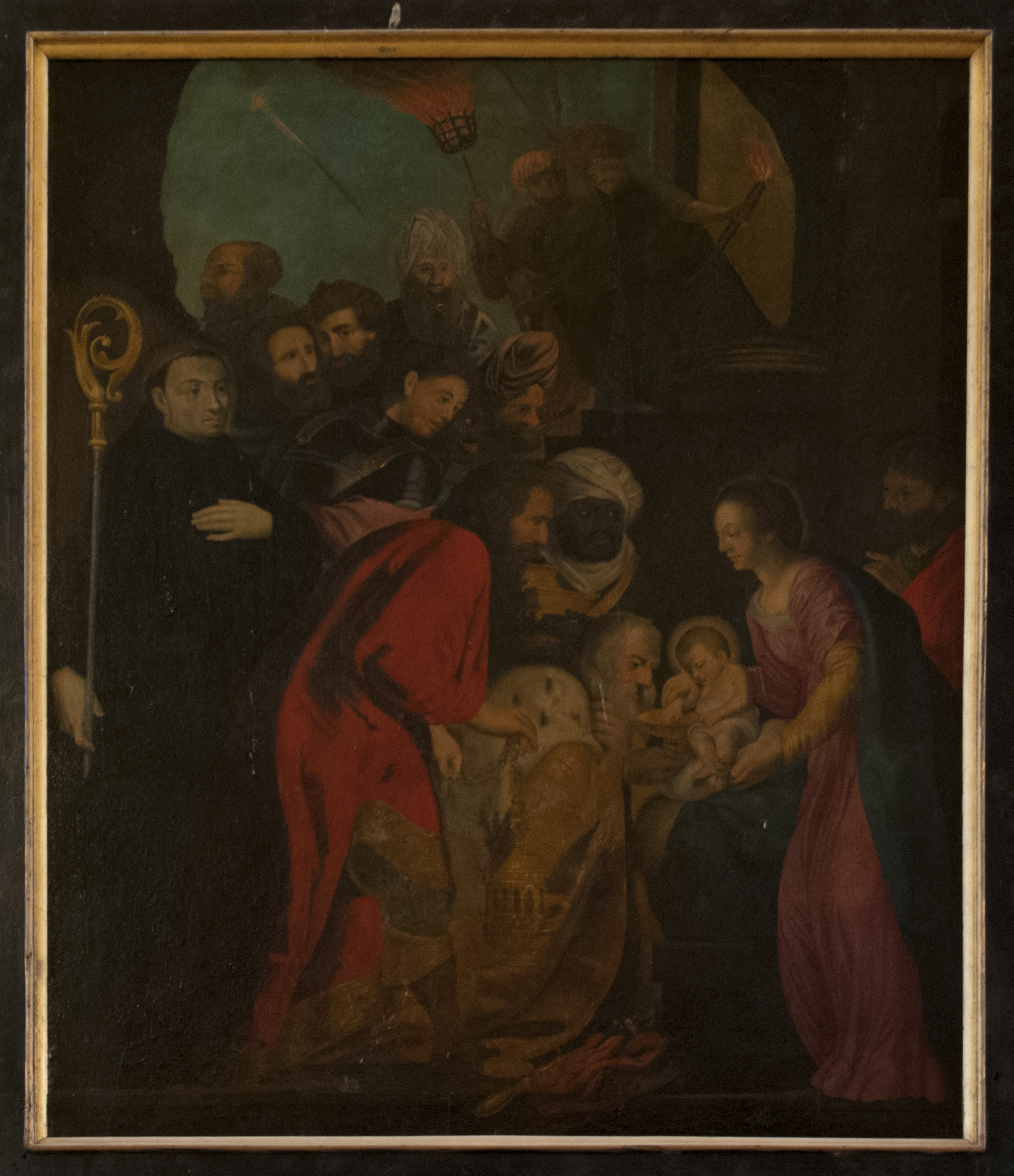
Adoration des Mages.
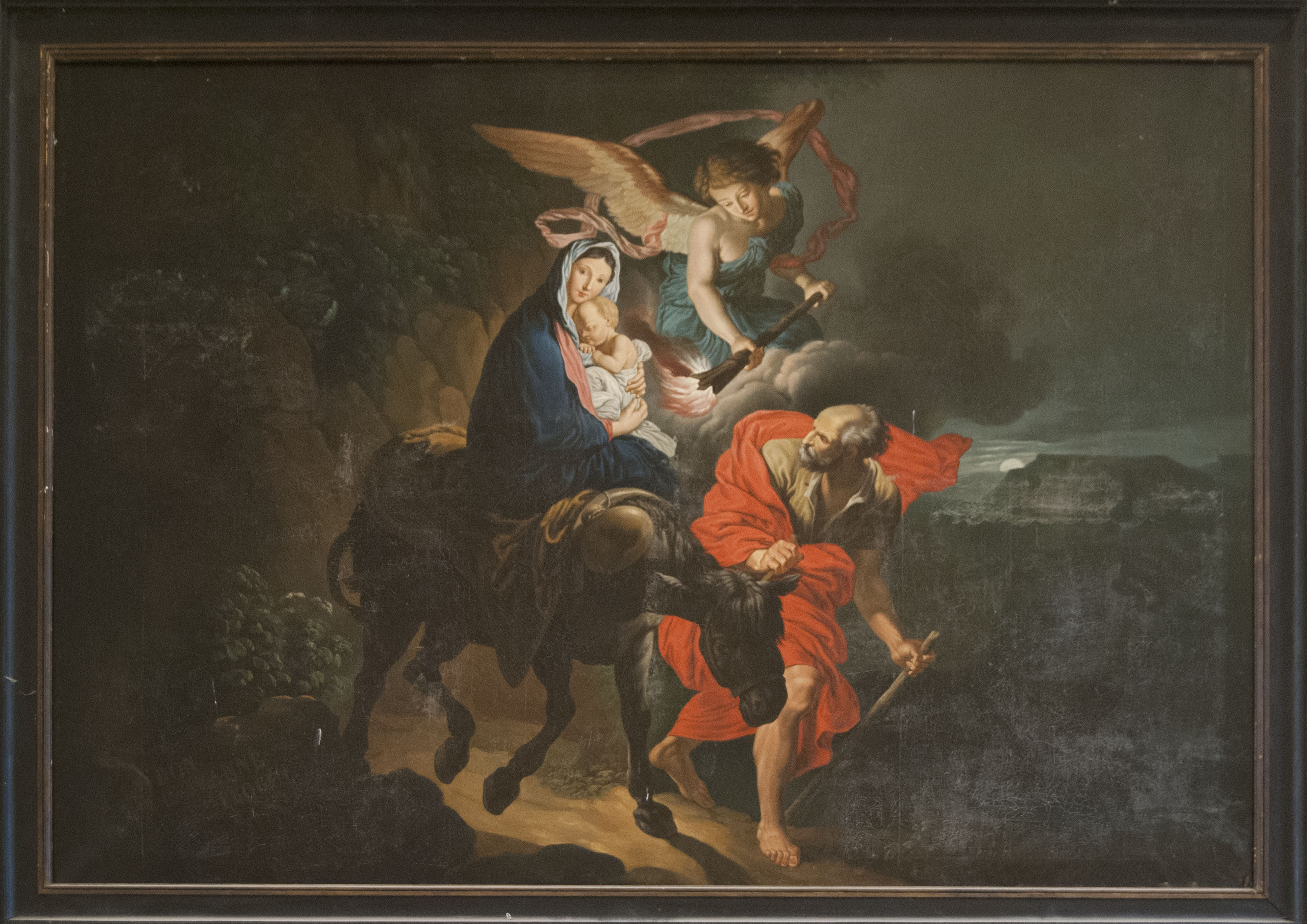
Fuite en Egypte.
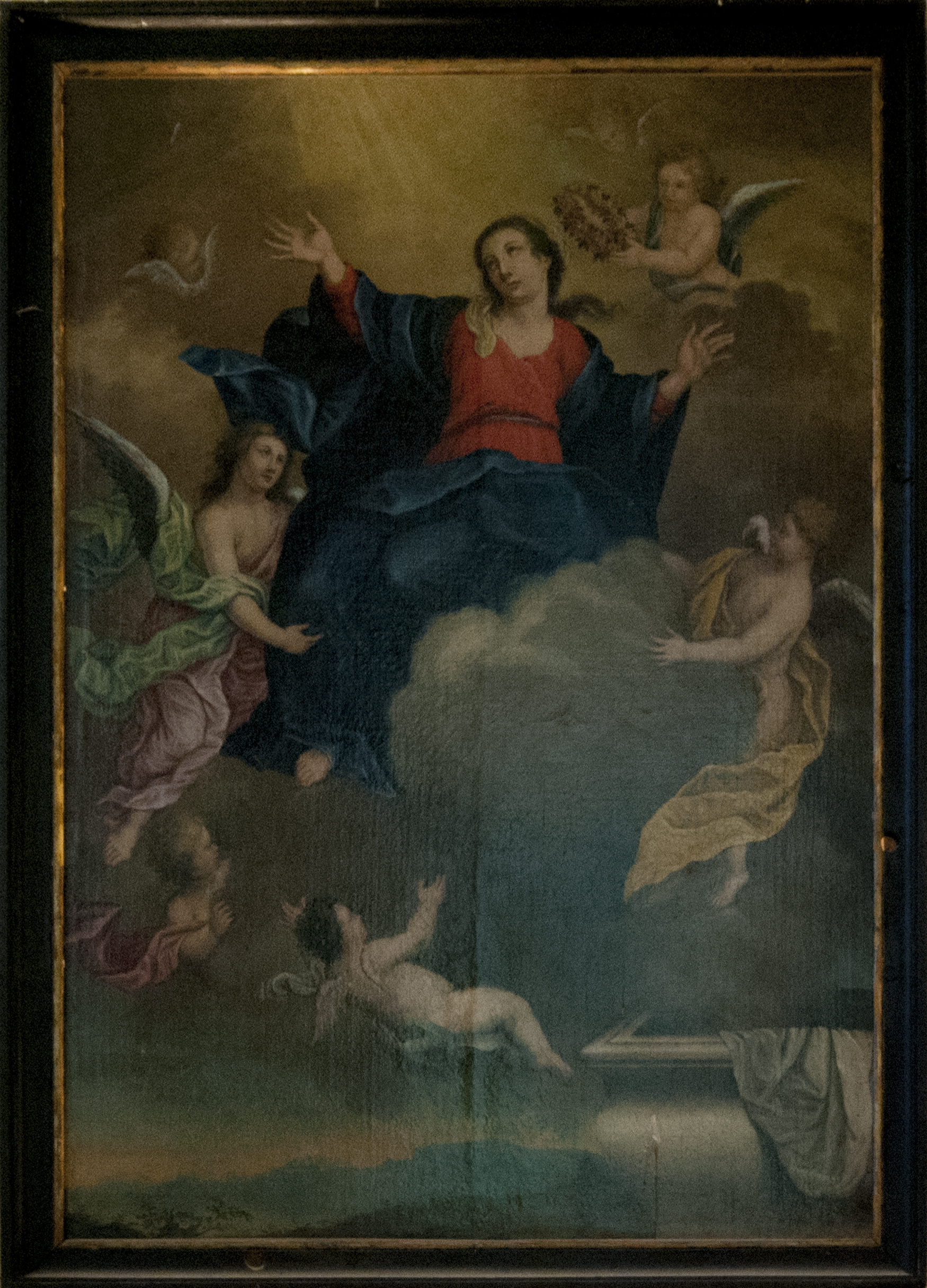
Assomption.
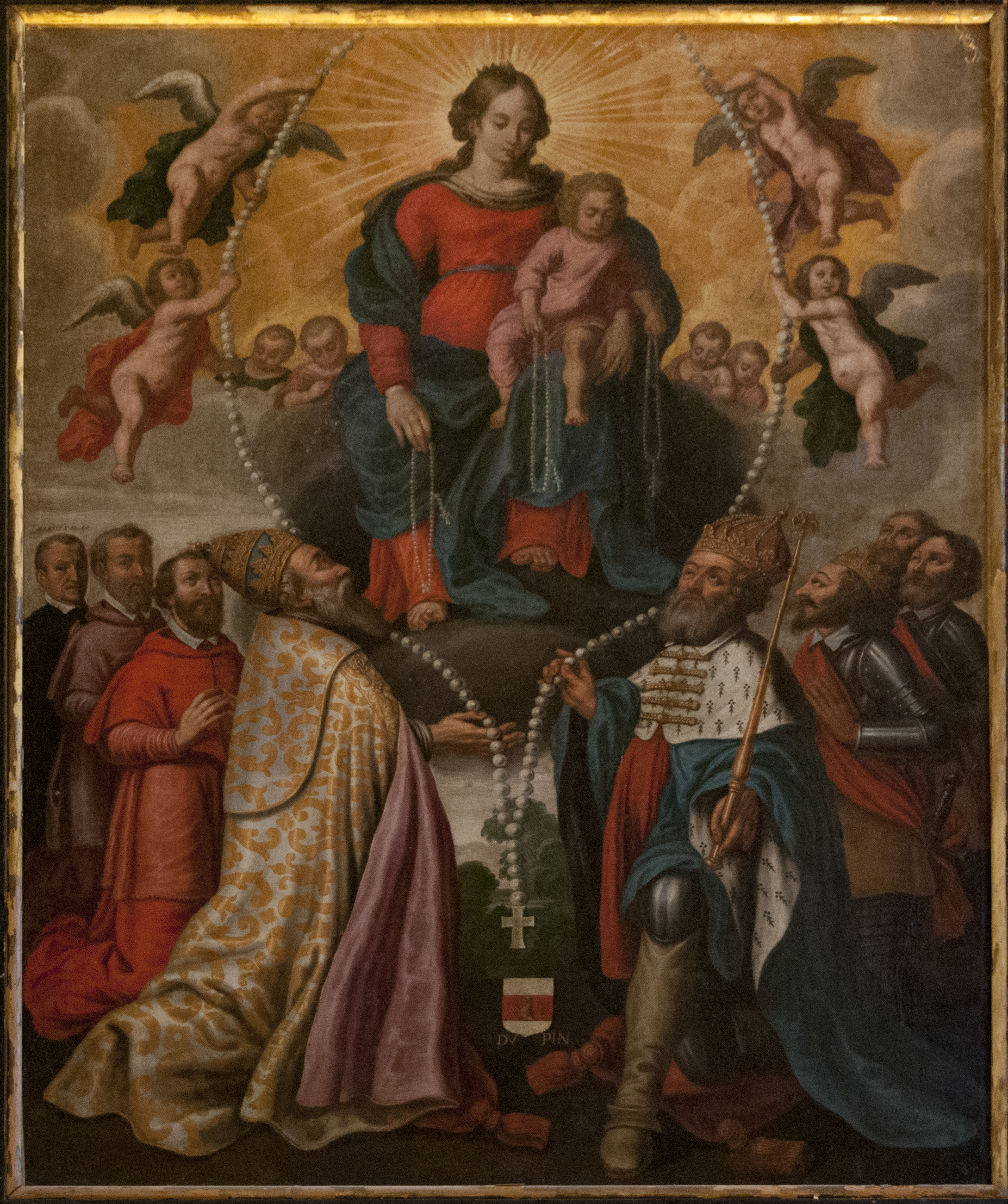
Vierge au Rosaire.

### Tombeaux
On y trouve aussi dans l'église les tombeaux dont le plus ancien est celui de l'ermite Renaud. Plusieurs gisants sont toujours conservés, dont ceux de Renaud de Bourgogne comte de Montbéliard, d'Alix de Villars, épouse d'Hugues de Vienne seigneur de Sainte-Croix, de Mahaut de Chalon, fondatrice et première prieure du Sauvement. Si d'autres ont été détruits à la Révolution, il reste toutefois des vestiges importants de ceux de l'abbé Amé de Chalon (†1432) ou de Jean de Watteville, abbé de Baume (1659-1702), ainsi que plusieurs dalles funéraires médiévales et modernes.

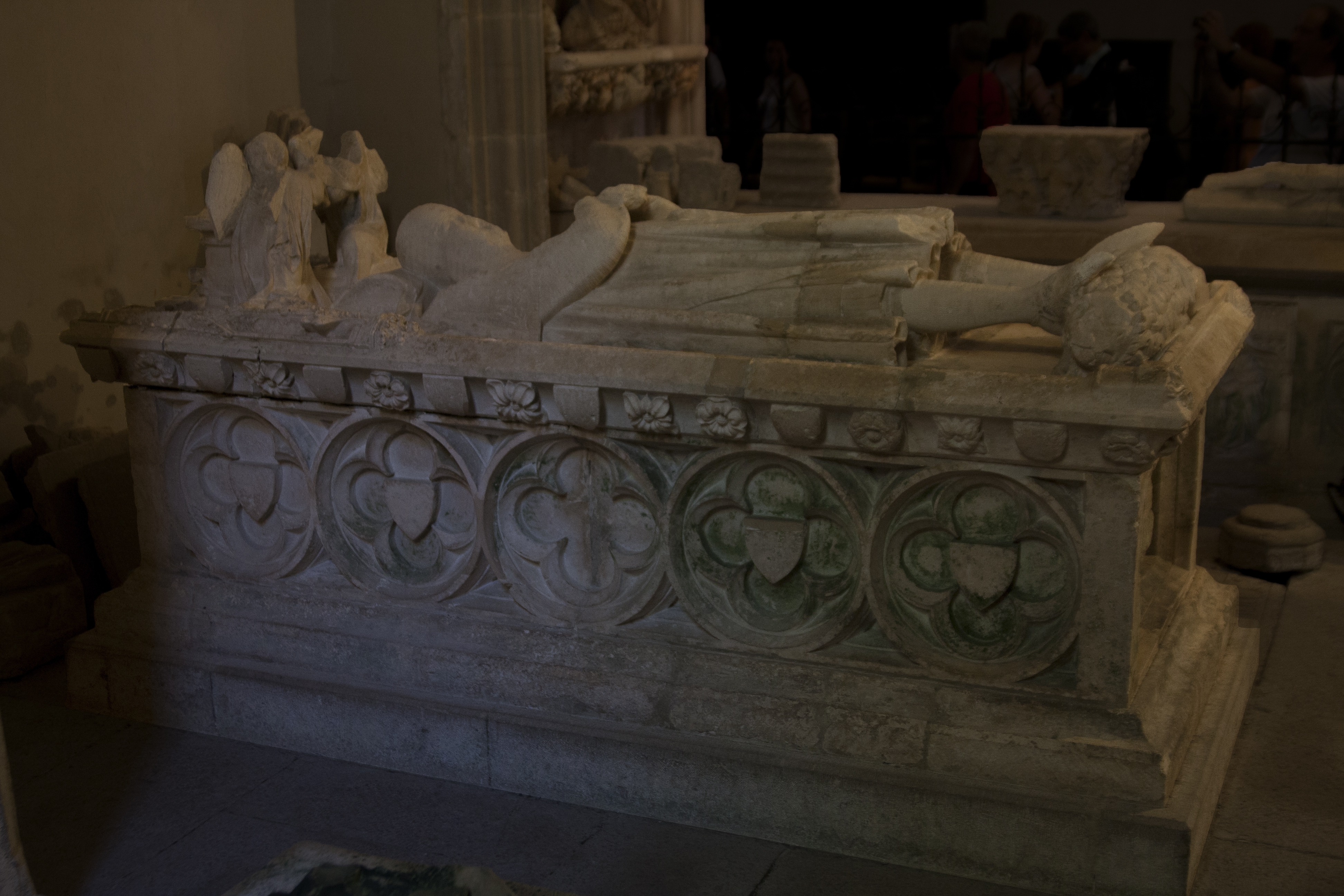
Tombeau de Renaud de Bourgogne (mort en 1321).
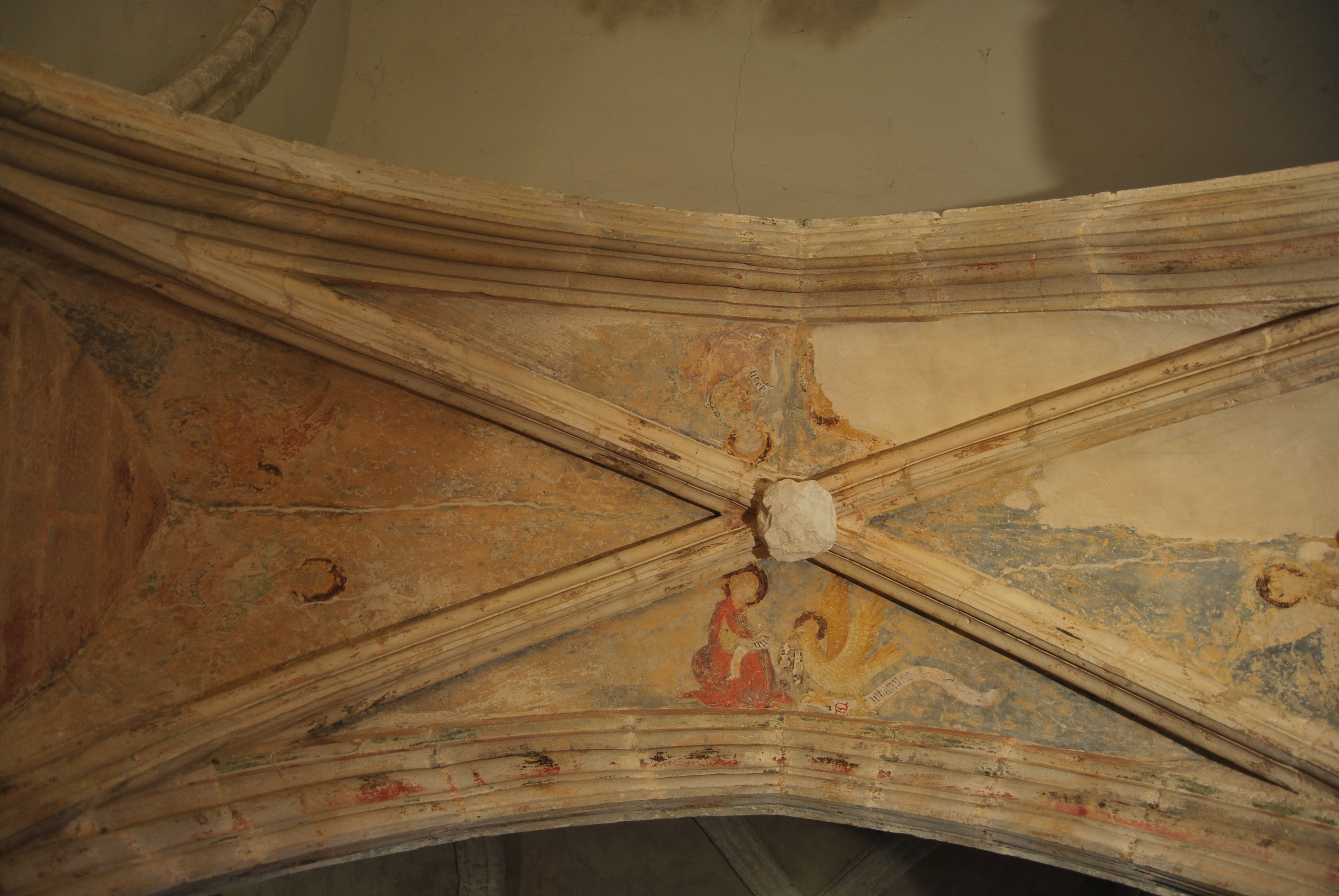
Voûte du tombeau d'Amé de Chalon, ornée du Tétramorphe.
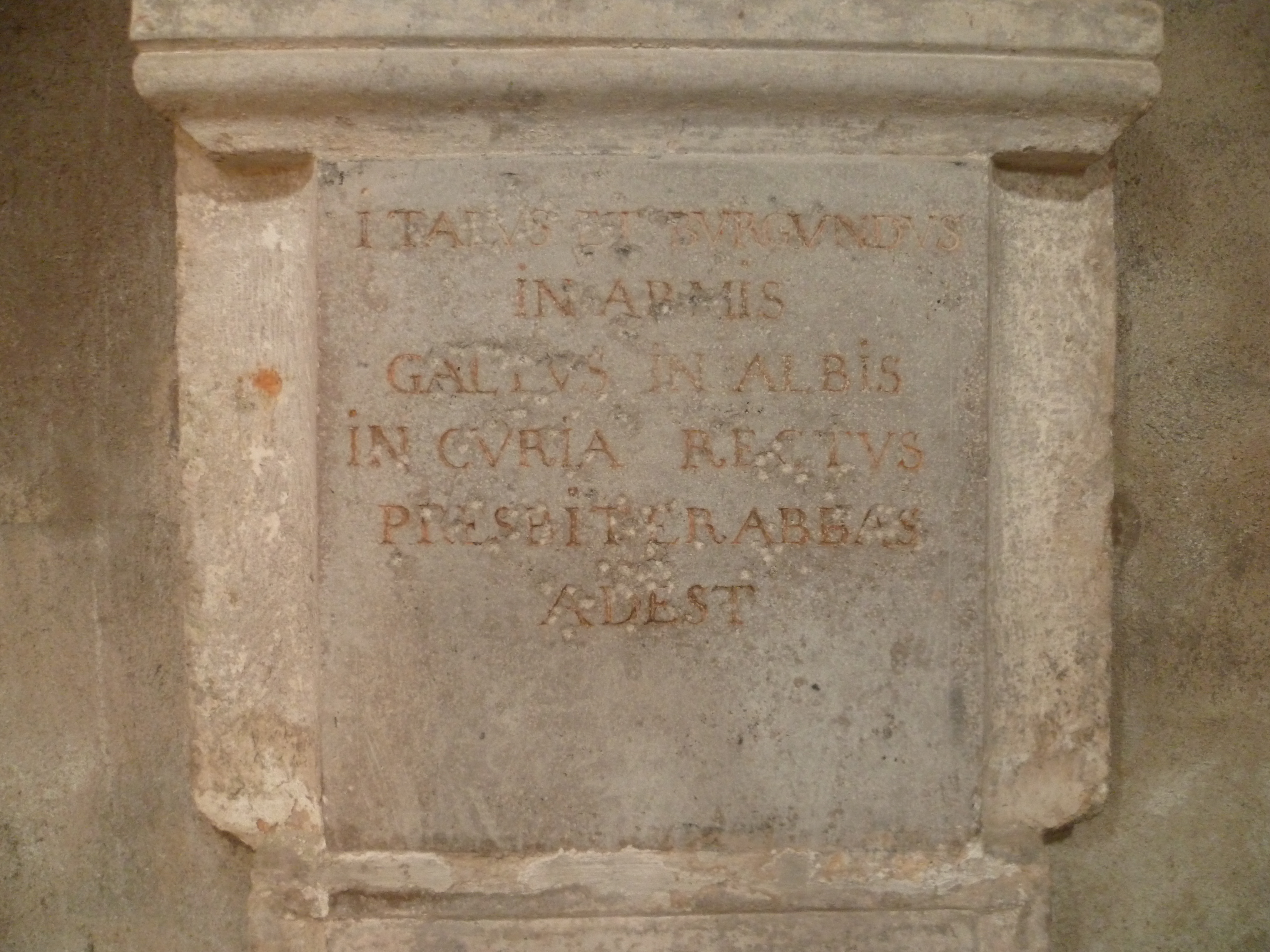
Épitaphe du tombeau de Jean de Watteville.